# Климент Марія Гофбауер
Климент Марія Гофбауер (26 грудня 1751, Тасвіце (Моравія) — 15 березня 1820, Відень) — проповідник і реформатор, редемпторист, католицький святий, канонізований 20 травня 1909 року папою Пійєм X. Святий покровитель Відня і Варшави.

## Життєпис
Климент Марія Гофбауер народився 26 грудня 1751 року в Тасвіці (Моравія). При хрещенні він отримав ім'я Іван (Hanzl (нім.) (Гансль)). Він був наймолодшим із дванадцяти дітей у родині Павла Гофбауера (Дворака) і Марії Штеєр. Смерть батька у 1757 році поставила родину в дуже скрутне становище, і в свої юні роки Іван не мав змоги отримати належної освіти. Він став прислужником при педремонастирському монастирі у Бруку, де навчився ремесла пекаря. Попри все, Іван знаходив час і для навчання, не покидаючи надії стати священиком.

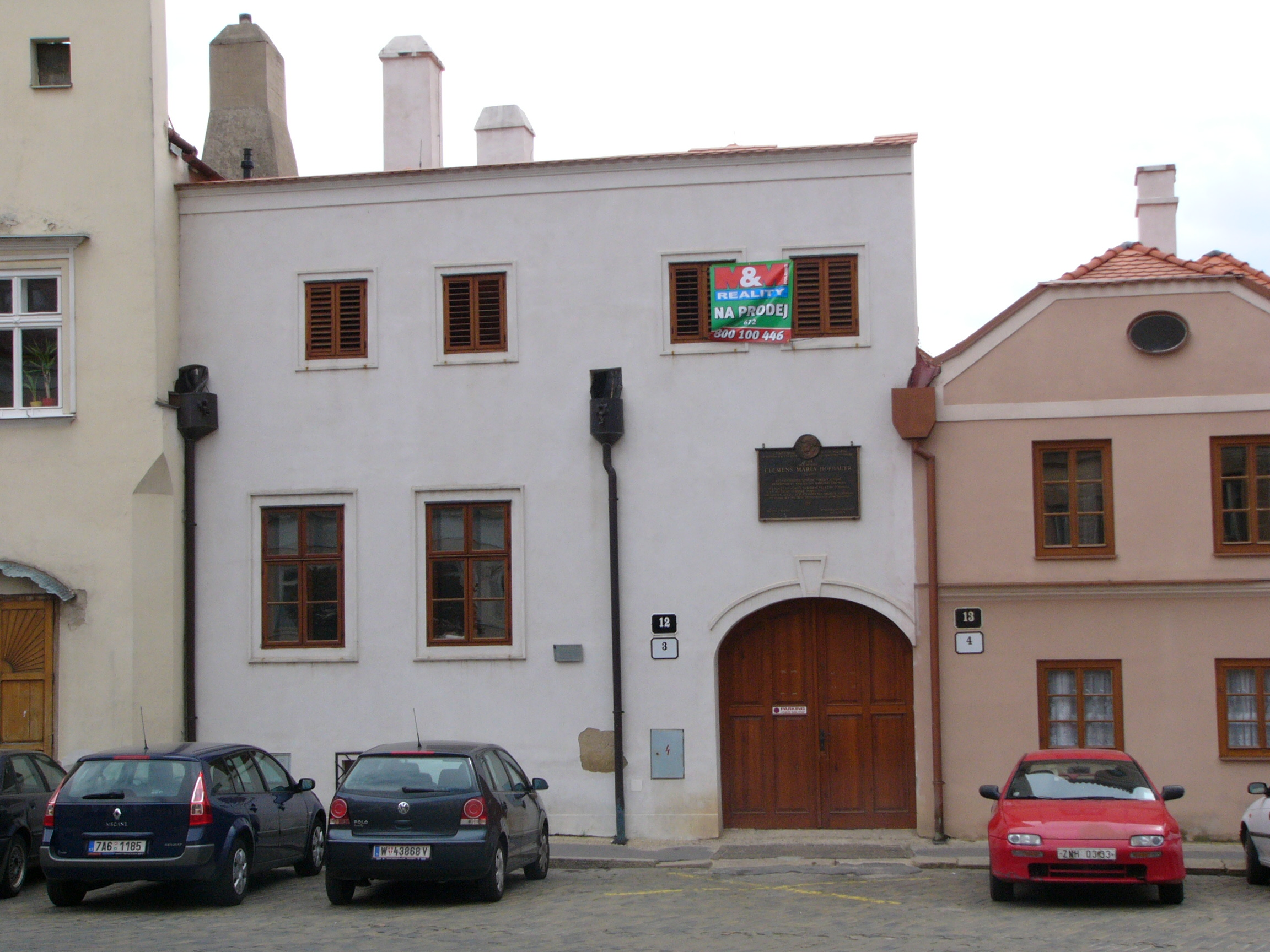
Будинок де Климент Марія Гофбауер в дитинстві вчився на пекаря
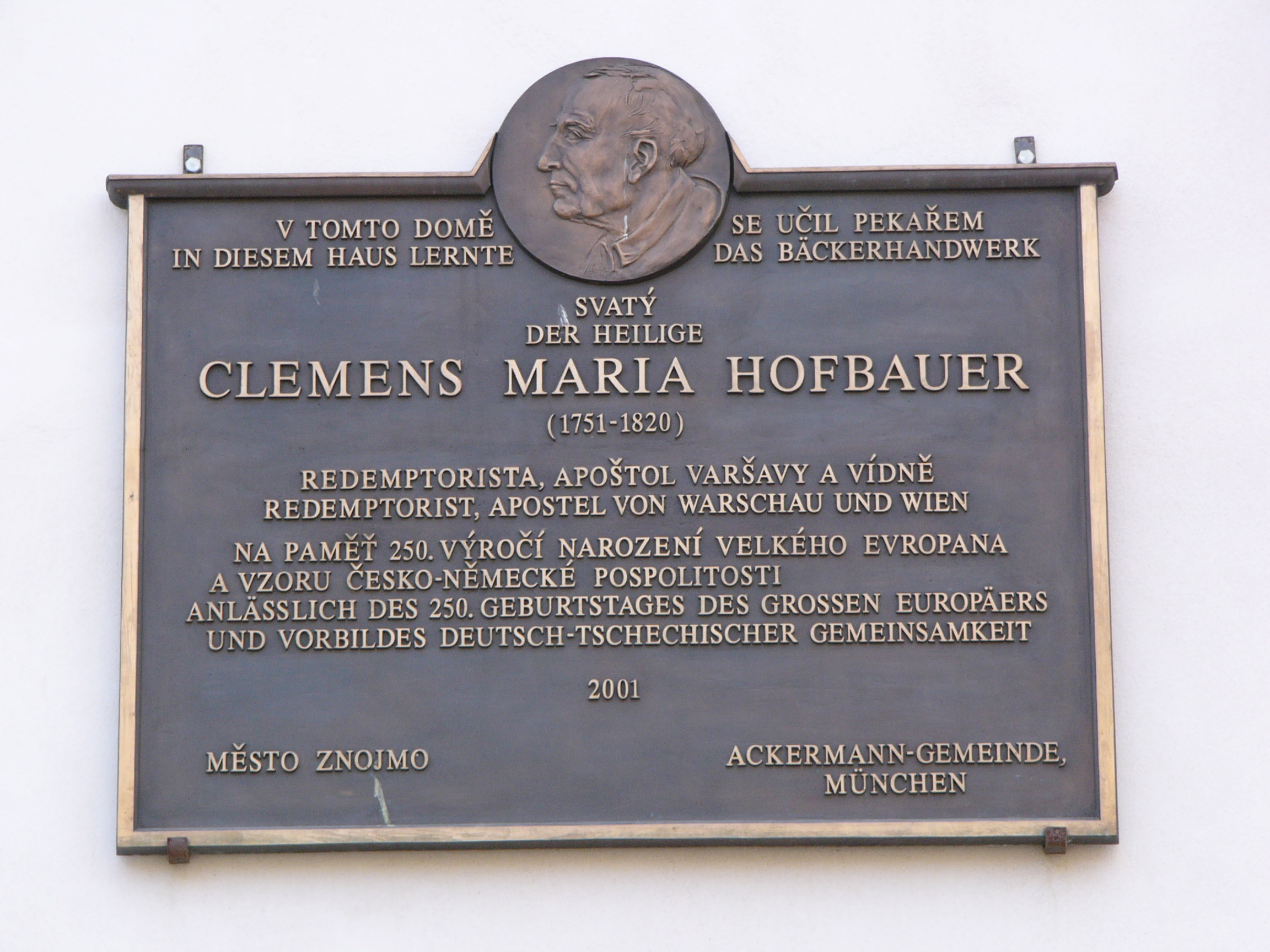
Пам'ятна дошка на будинку де Климент Марія Гофбауер в дитинстві вчився на пекаря

D 1871 році деякий час живе як пустельник, спочатку в Австрії, а в 1782 році, з дозволу тівольського єпископа — в санктуарії Пресвятої Богородиці Квінтіоло поблизу Тіволі (Італія). Саме там Хансль Гофбауэр прийняв ім'я Климент Марія в честь епископа Анкирского св. Климента и Матері Божиої.
Через шість місяців покидає Квінтополо, розуміючи цінність молитви за людей, але це все рівно не було священством — ціллю его життя. Повертається в монастир Білих Братів пекти хліб і вчити латинь. В 1776 році закінчив курс філософії. Цього ж року імператор Йосиф II заборонив прийом послушників в передмонстирські общини і Климент вже не міг дальше продовжувати освіту тим шляхом: імператор Йосиф II заборонив прийом послушників в перемонстратские общины і Климент змушений бувперервати освіту. Вернувшись додому на два роки усамітнився в Мільфроне (Мюльфрауне, сьогодні — Дія), заставляючи себе переносити суворі пости, зречення і довгі години вечірньої молитви. Але по настанові матері він покинув своє усамітнення і найнявся на роботу пекарем в одну із знаменитих віденських пекарень.
Так як всі семінарії були закриті, претенденти на священство повинні були отримати світську освіту. В 1880 році, у віці 29 років Климент поступає, за допомоги поважних пань, яких зустрів працюючи в пекарні, у Віденський університет на богословський факультет.
В 1784 році Климент, розчарований духом йозефінізму, що панував у Віденському університеті, після його закінчення вирушає разом з одним товаришем-студентом, Тадеєм Гюблем, до Рима. Там вони познайомилися з редемптористами, які мали дім у Сан Джуліано на Есквіліні, і стали кандидатами Згромадження. Після скороченого терміну новіціату, 19 березня 1785 року Климент і Тадей склали обіти, а 29 березня їх висвятили на священників. Їм було доручено заснувати Чин Святійшого Іскупителя на півночі Європи.
По поверненню до Відня о. Климент разом з о. Гюблем сподіваличись заснувати там спільноту редемптористів. Але внаслідок йозефінських законів, які панували в Австрії це виявилося неможливим. Імператор Йосиф II, закривши більше тисячі монастирів, не збирався дозволити заснування нового ордену.
В 1787 році о. Гофбауер вирушив до Варшави, де очолив німецьку церкву св. Бенона. Там він розгорнув дуже енергійну душпастирську діяльність і залучив до Згромадження багато кандидатів. Церква св. Бенона стала місцем «постійної місії», до програми якої входили щоденні науки, проповіді, сповіді та Богослужіння. При церкві також діяли сиротинці й школи для дівчат і хлопців. Діяльність редемптористів у Варшаві тривала до 1808: того року за наказом Наполеона церкву св. Бенона закрили, а спільноту розігнали.
Разом із одним із товаришів Климент поселився у Відні, де провів решту життя. Будучи капеланом монастиря і церкви Урсулянок, він мав великий вплив у місті й за його межами. Часто давав добрі поради і підтримку всім, хто працював над відродженням католицизму у німецькомовних країнах. Діяльність Климента нерідко привернула увагу поліції.
Від часу свого прибуття до Варшави і особливо після того, як Климентові було надано права й обов'язки Генерального Вікарія на заальпійських землях, він неодноразово намагався поширити Згромадження на цих територіях, особливо в Південній Німеччині й Швейцарії. Хоч доля цих спільнот і була досить мінливою, все ж після смерті Климента вони заклали основу для відродження Згромадження редемптористів в сучасній Європі.
Св. Климент помер 15 березня 1820 року у Відні. Коли папа Пій VII почув новину про смерть о.  Гофбауера, він сказав:
|  | Релігія в Австрії втратила свою головну підпору. |

## Вшанування

### Канонізація
29 січня 1888 року папа Лев XIII беатифікував Климента Гофбауера.
Папа Пій X канонізував його 20 травня 1909 року.
У 1914 Пій X проголосив св. Климента патроном Відня.
Редемптористи вшановують його як свого великого подвижника.
Мощі святого Климента Марія Гофбауера покояться в церкві «Марія на березі» (Maria am Gestade (нім.)) (Відні, Австрія).

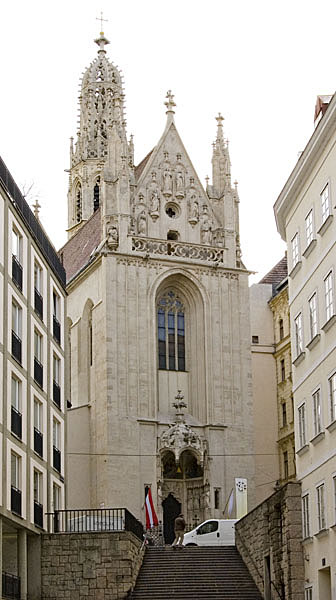
Барельєф святого Климента Марія Гофбауера в церкві «Марія на березі» (Maria am Gestade (нім.)) (Відні, Австрія)
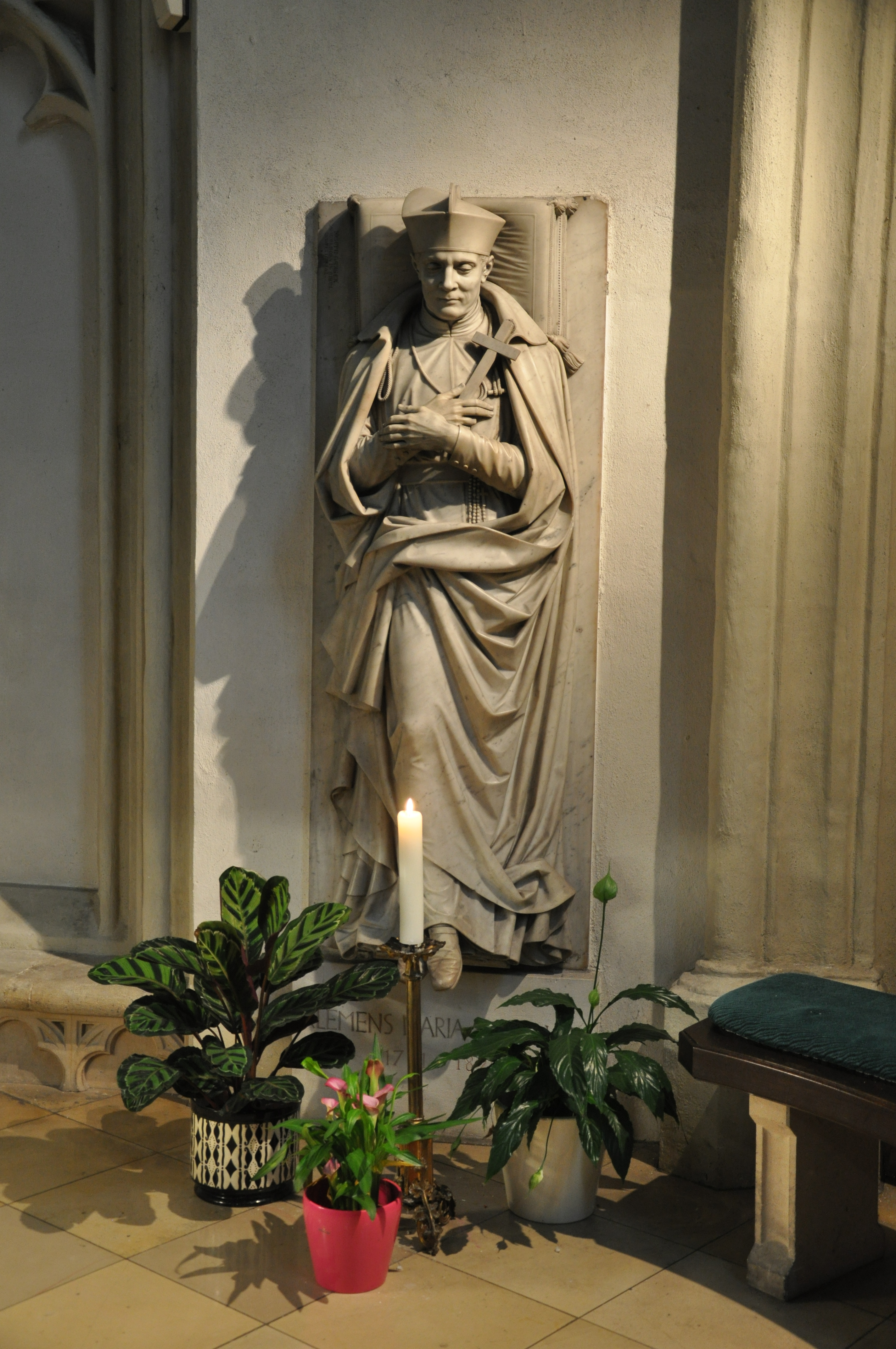
Барельєф святого Климента Марія Гофбауера в церкві «Марія на березі» (Maria am Gestade) (Відні, Австрія)

### Церкви Святого Климента Марія Гофбауера

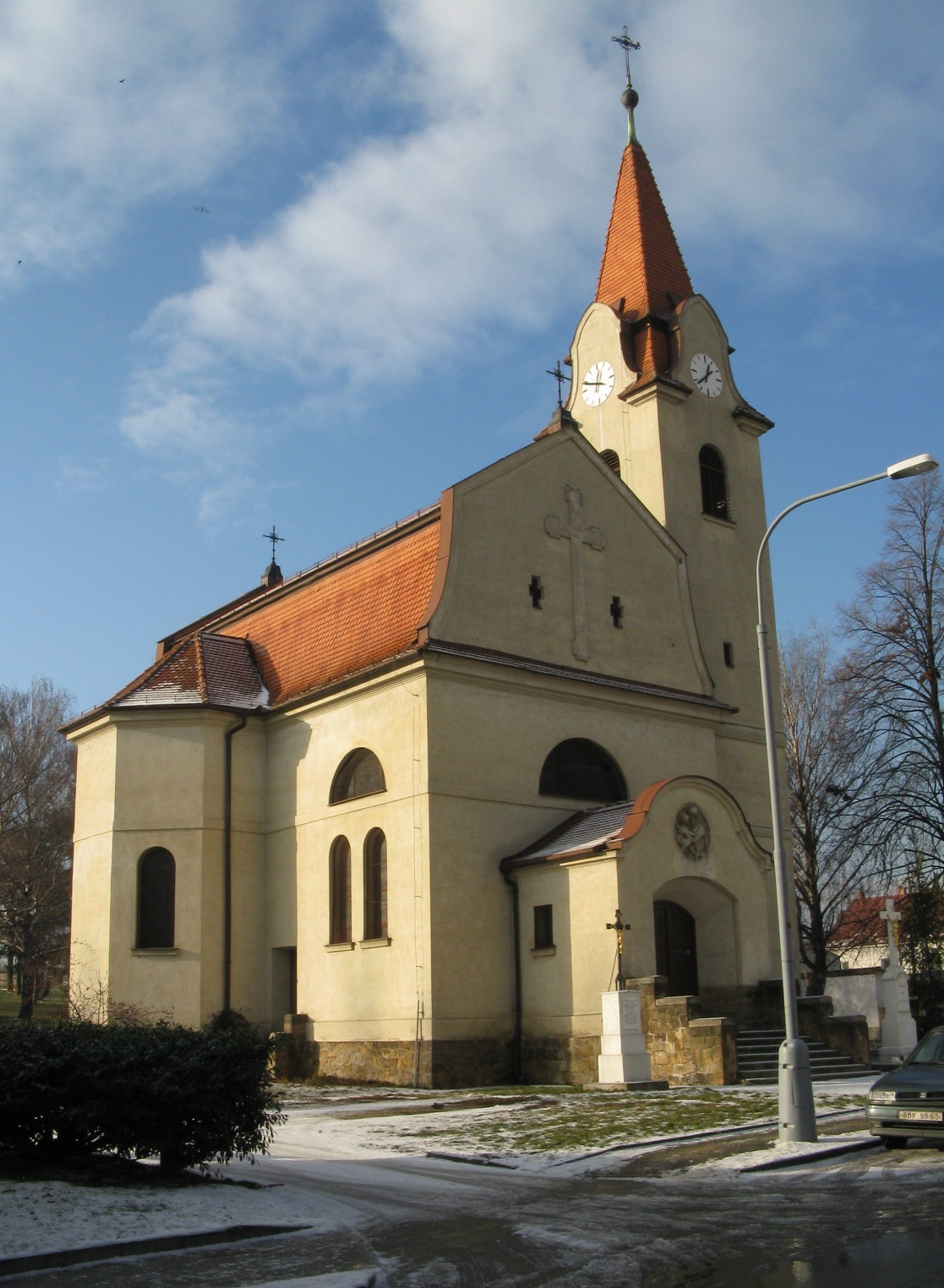
Костел Святого Климента Марія Гофбауера в Брно (Чехія)
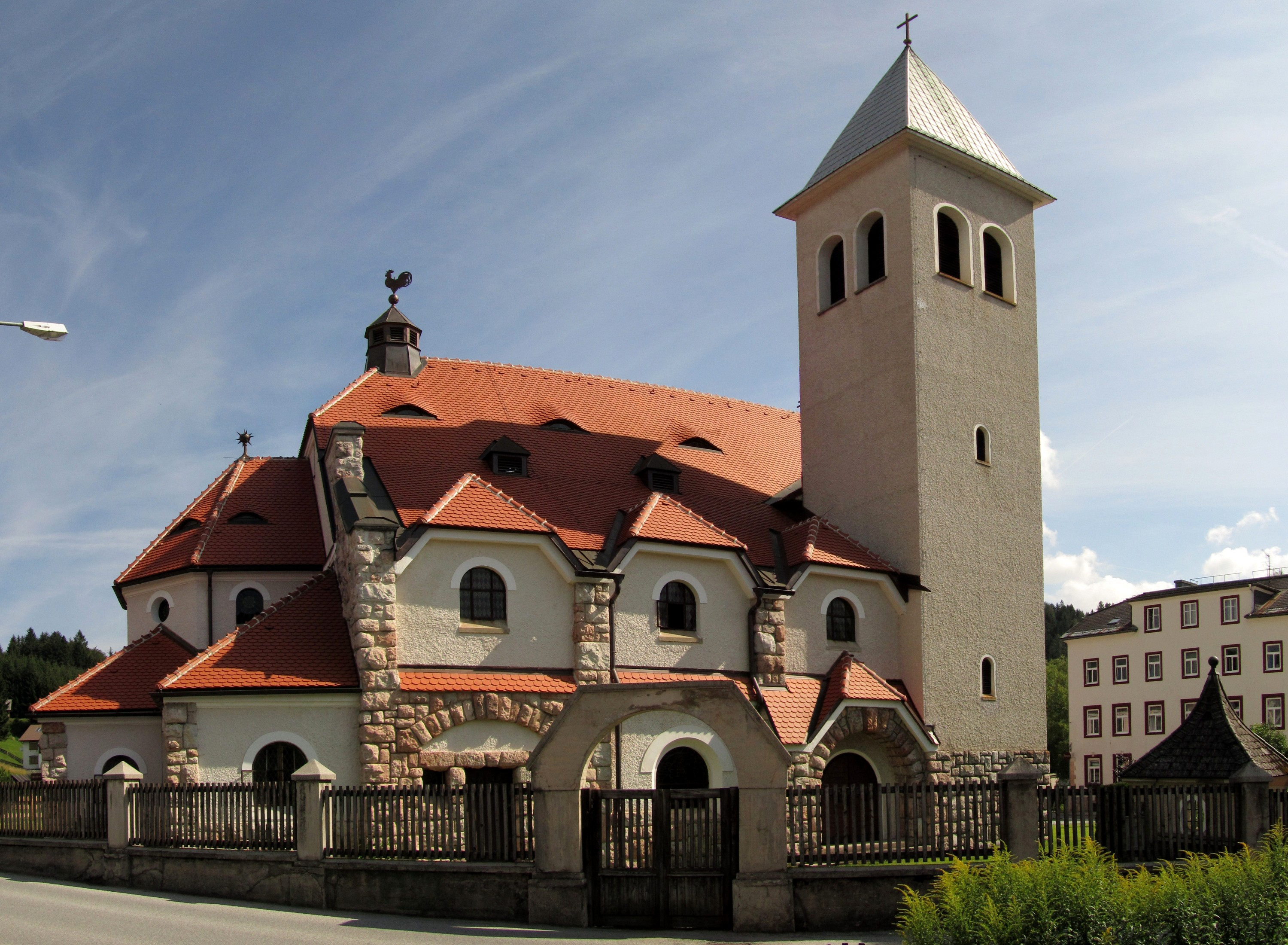
Парафіяльна церква Святого Климента Марія Гофбауера в Мітербах (Mitterbach (нім.)) Австрія
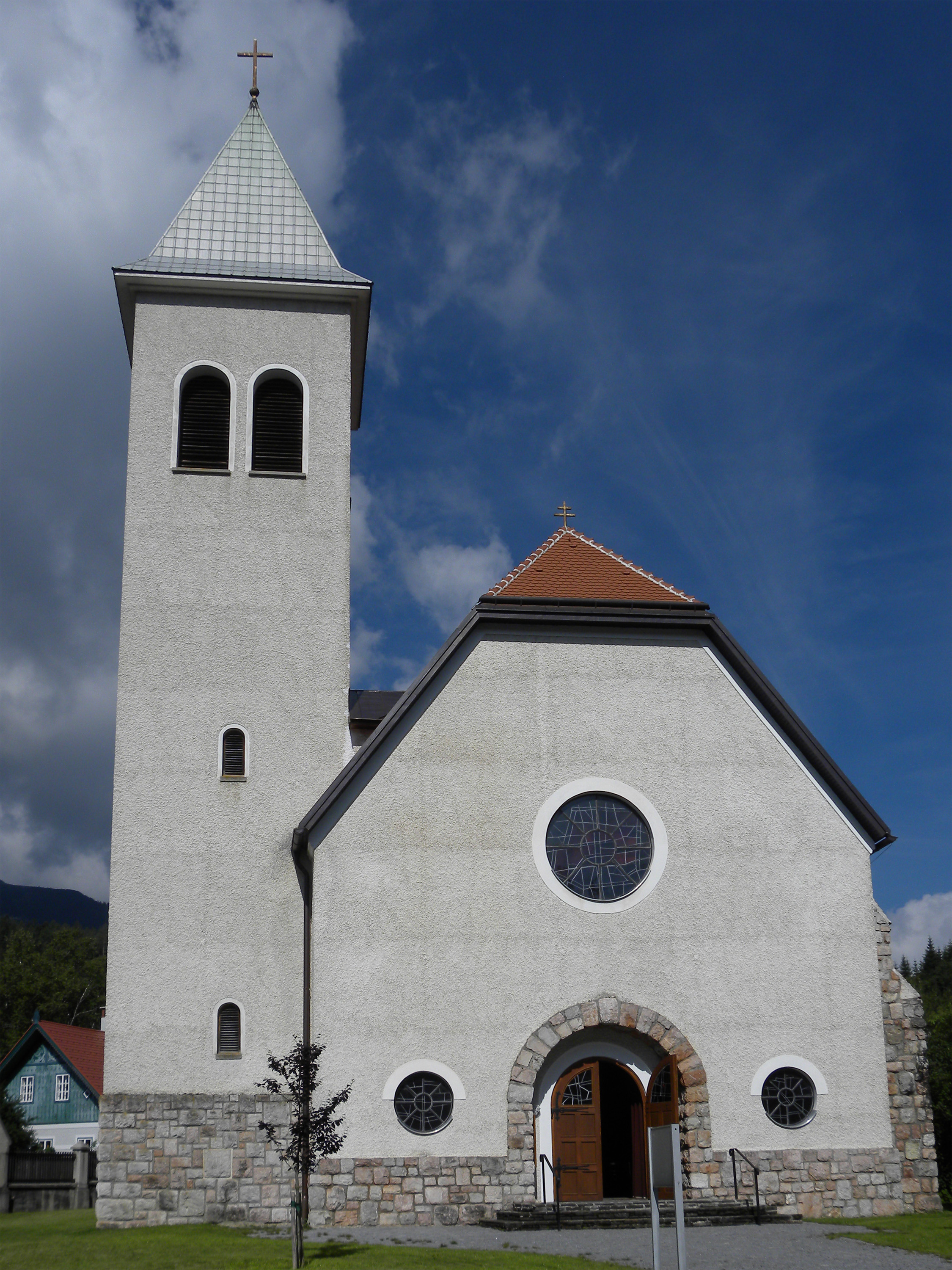
Парафіяльна церква Святого Климента Марія Гофбауера в Мітербах (Mitterbach (нім.)) Австрія
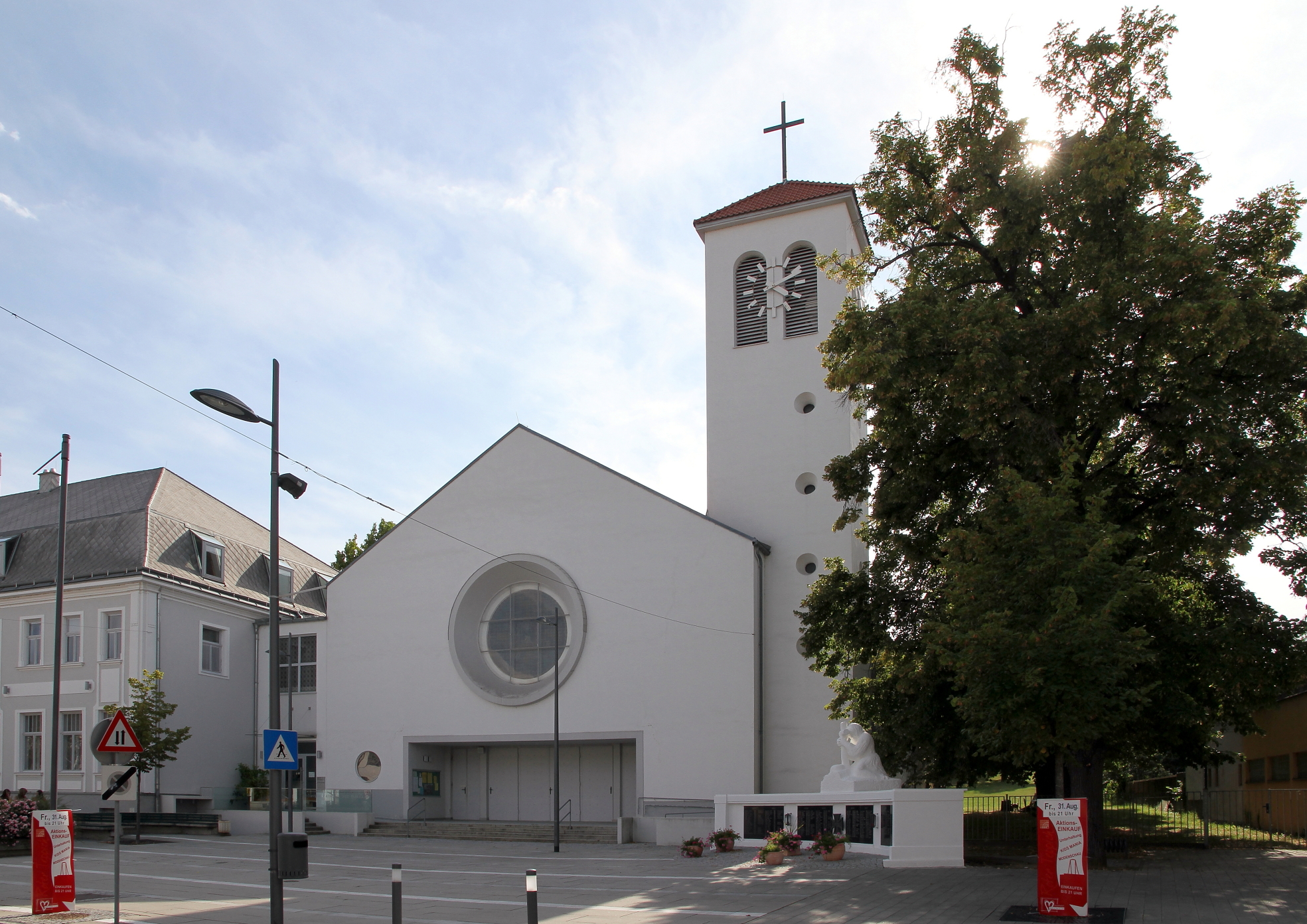
Парафіяльна церква Святого Климента Марія Гофбауера в Оберпуллендорф (Oberpullendorf  (нім.)) Австрія
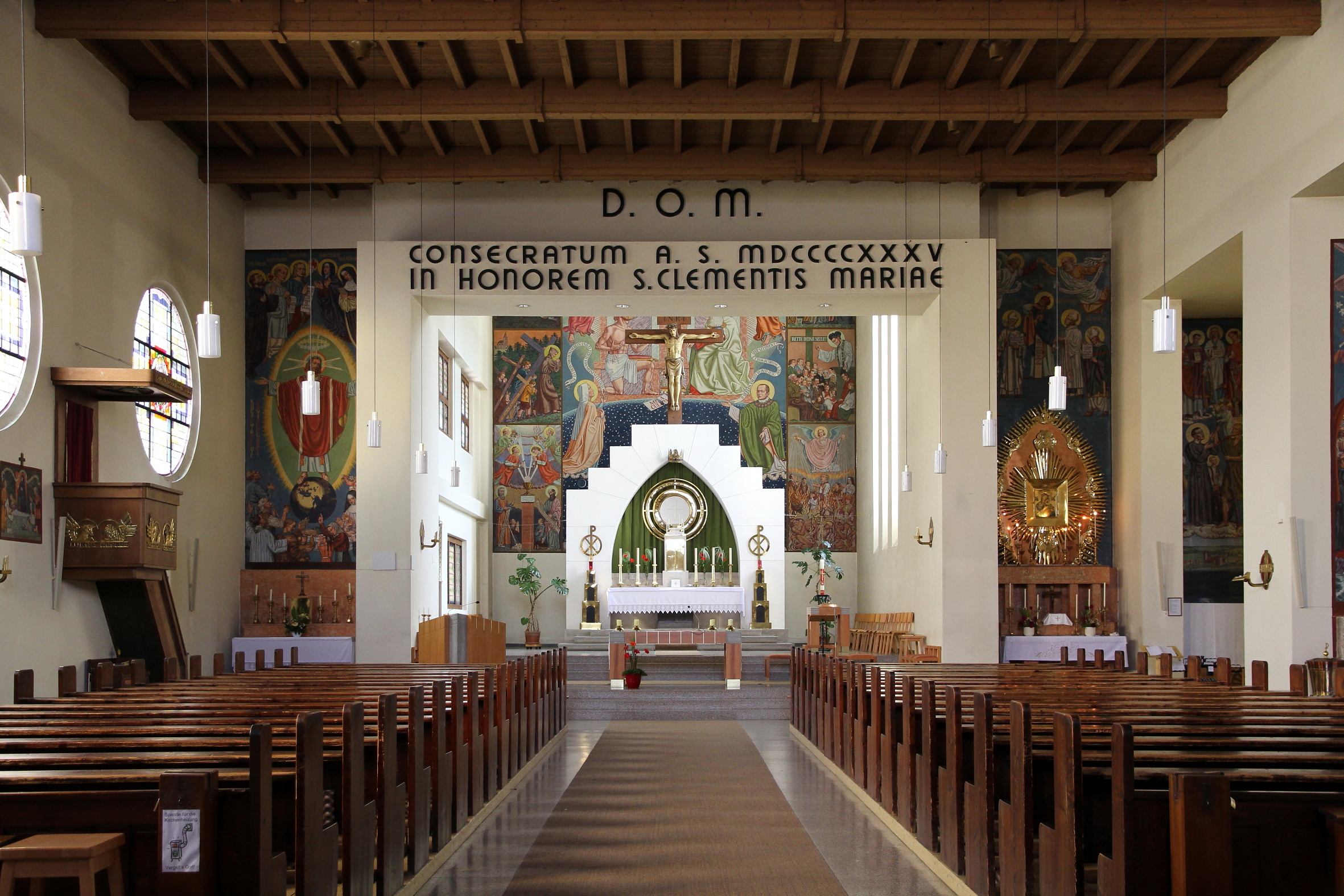
Парафіяльна церква Святого Климента Марія Гофбауера в Оберпуллендорф (Oberpullendorf  (нім.)) Австрія
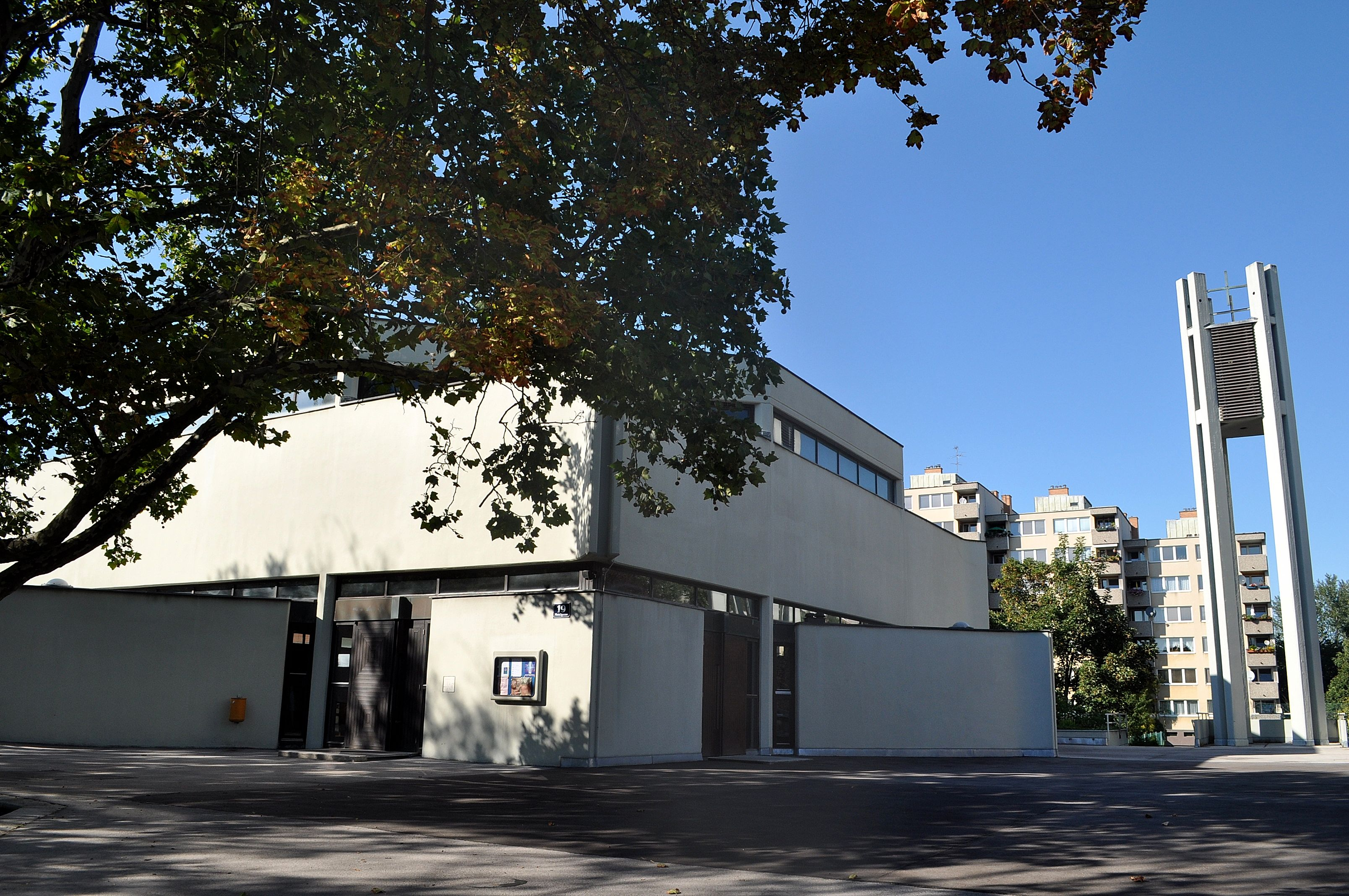
Парафіяльна церква Святого Климента Марія Гофбауера в Відні на Мейдлгассе 19 (Wien 11, Meidlgasse 19 (нім.)). Австрія
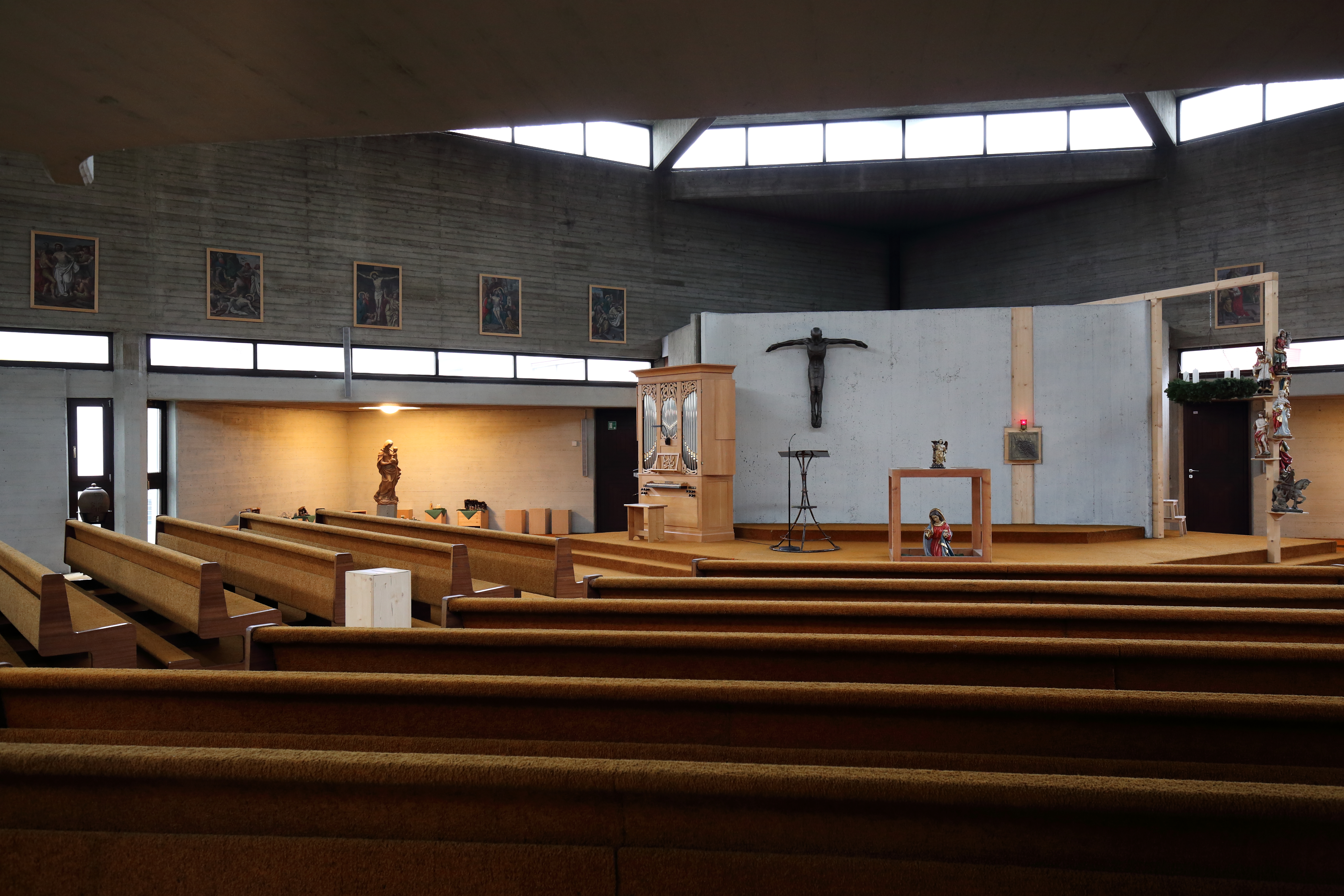
Парафіяльна церква Святого Климента Марія Гофбауера в Відні на Мейдлгассе 19 (Wien 11, Meidlgasse 19 (нім.)). Австрія
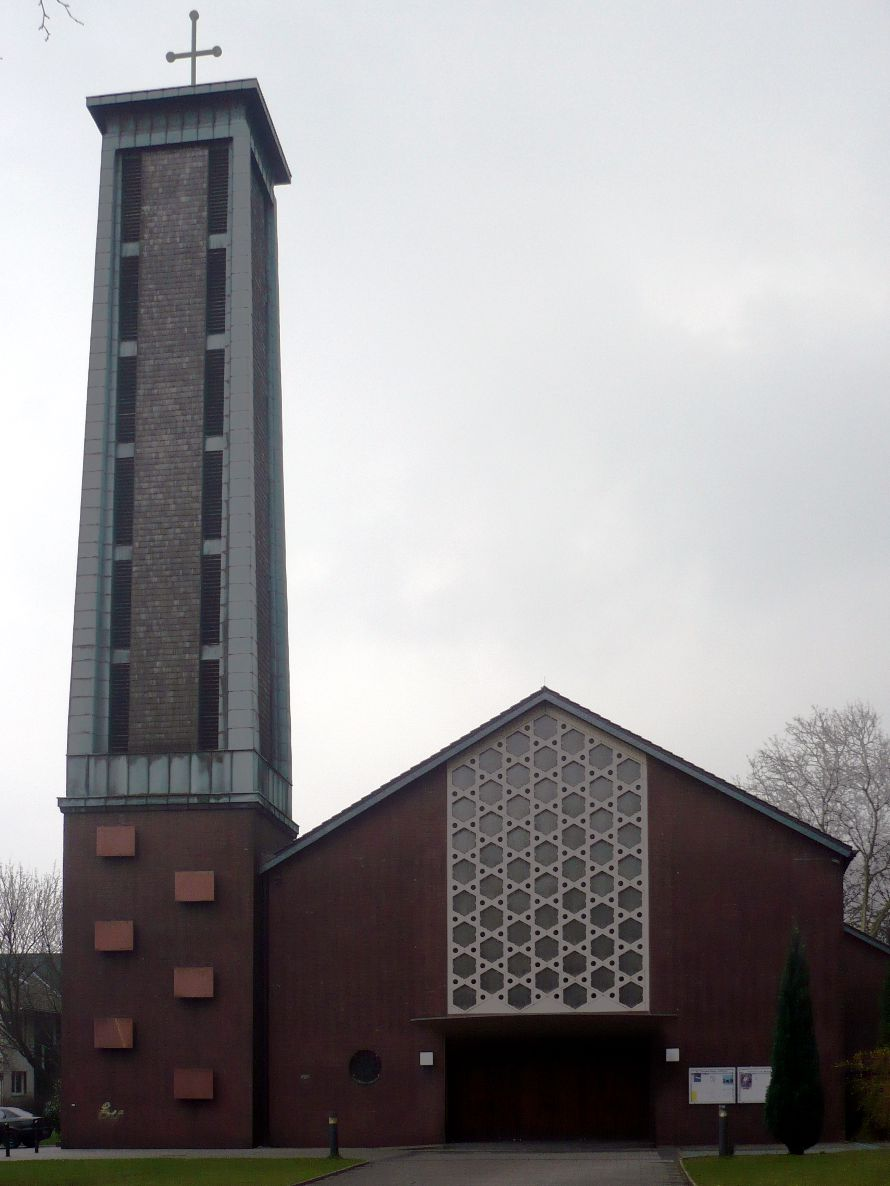
Костел Святого Климента Марія Гофбауера в Ессен (Essen (нім.)), Німеччина
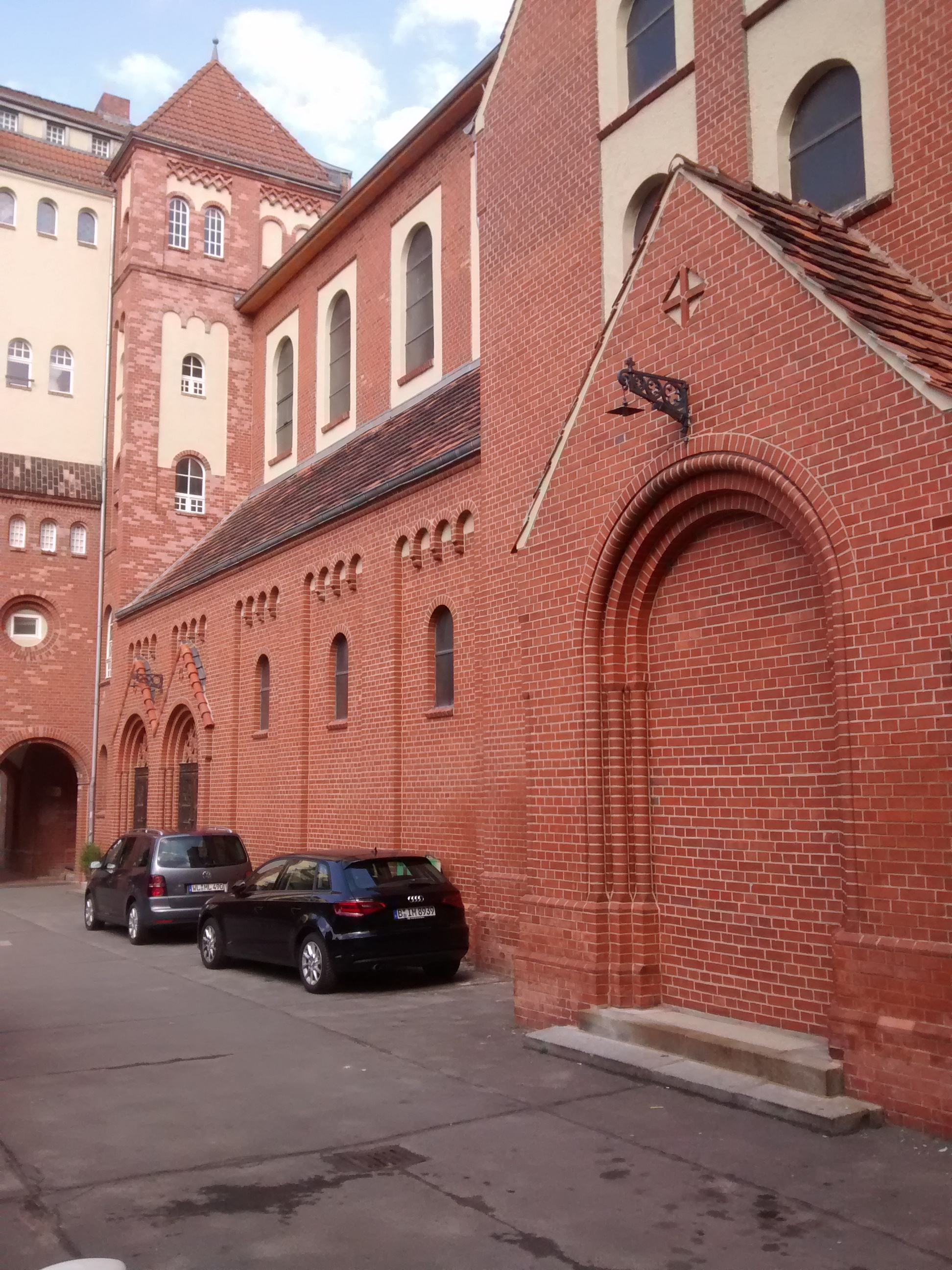
Церква Святого Климента Марія Гофбауера в Берліні, Німеччина

### В мистецтві

#### Скульптура

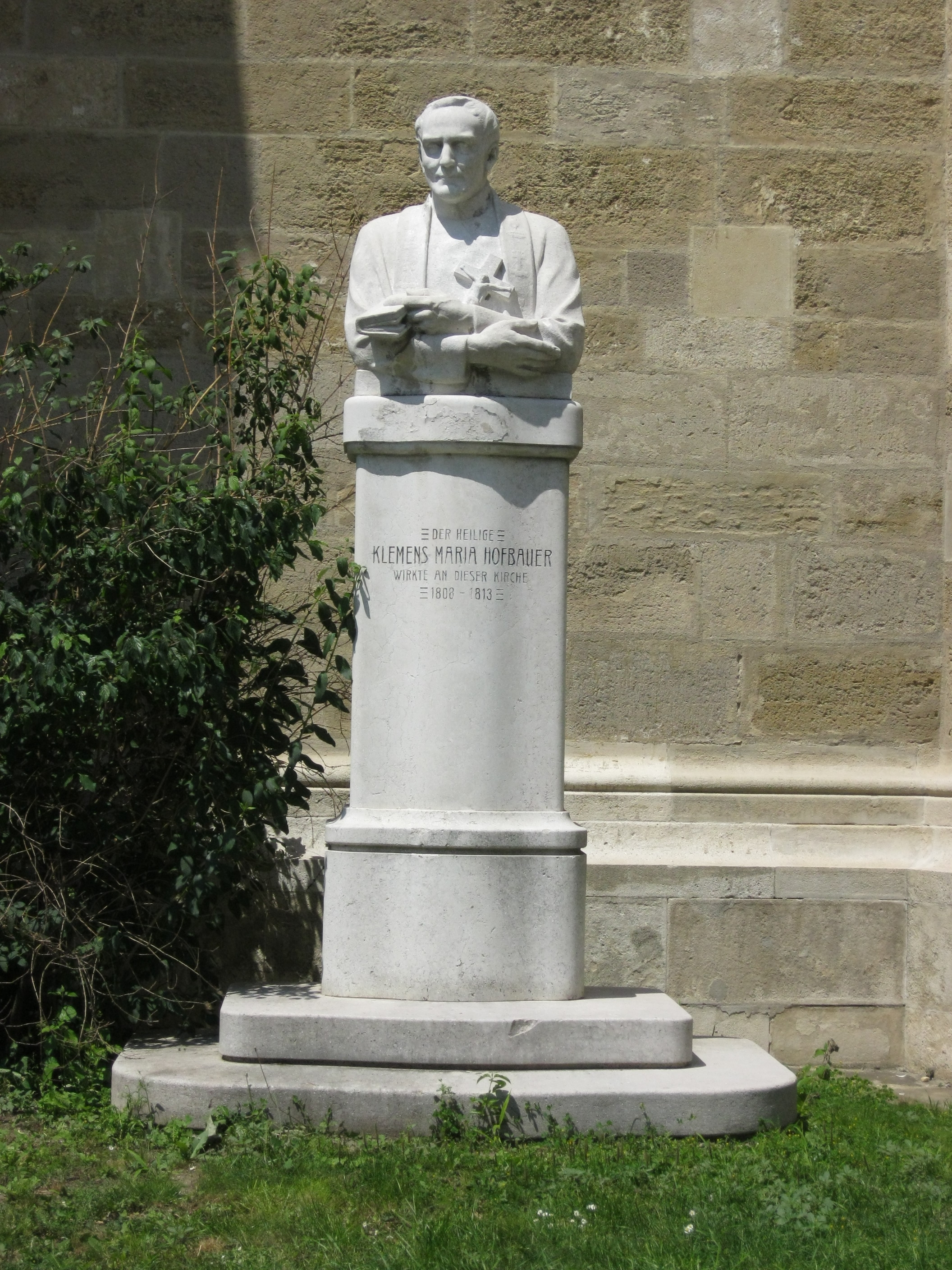
Пам'ятник на Мінорітплац, Відень (Minoritenplatz Wien (нім.))
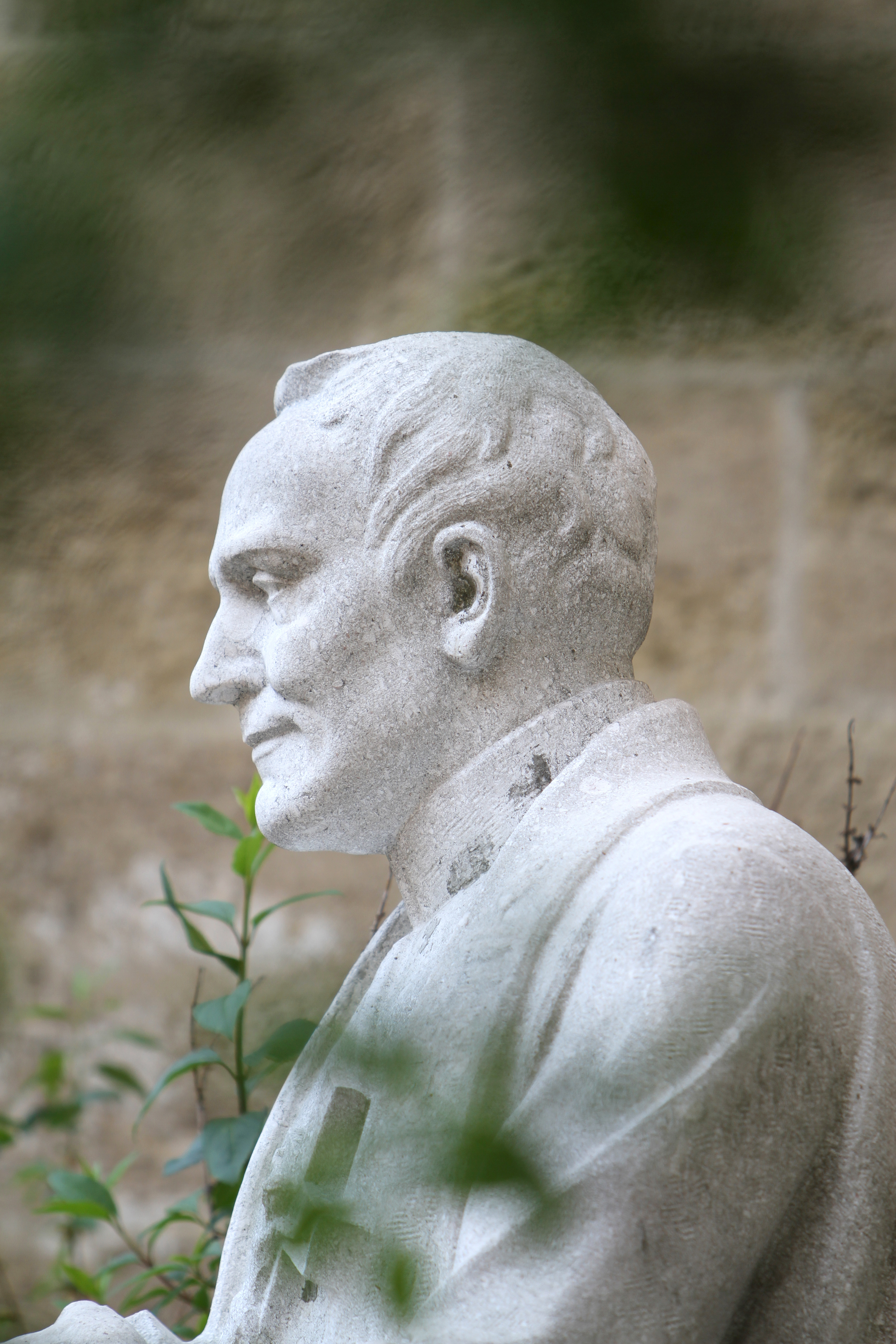
Пам'ятник на Мінорітплац, Відень (Minoritenplatz Wien (нім.))
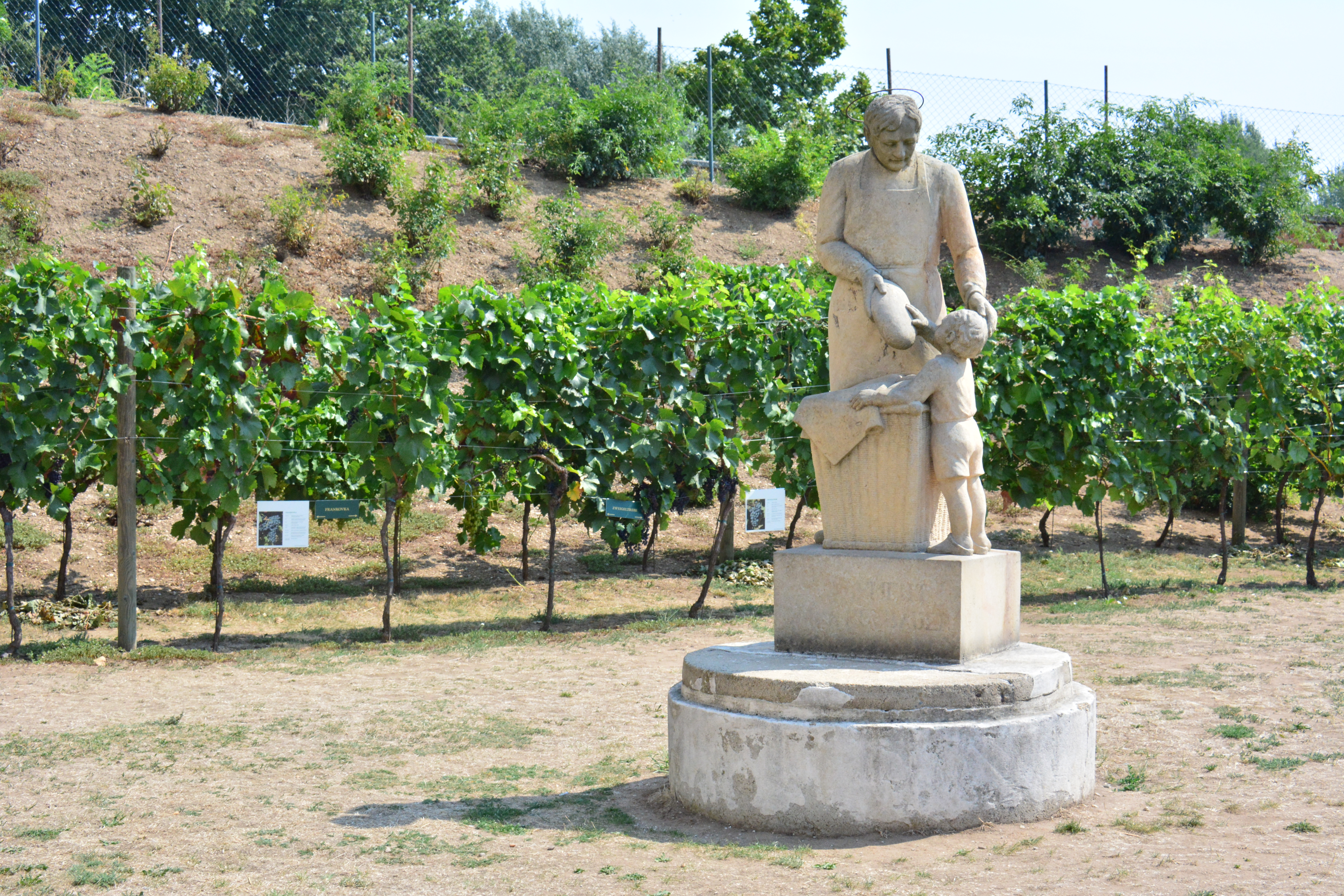
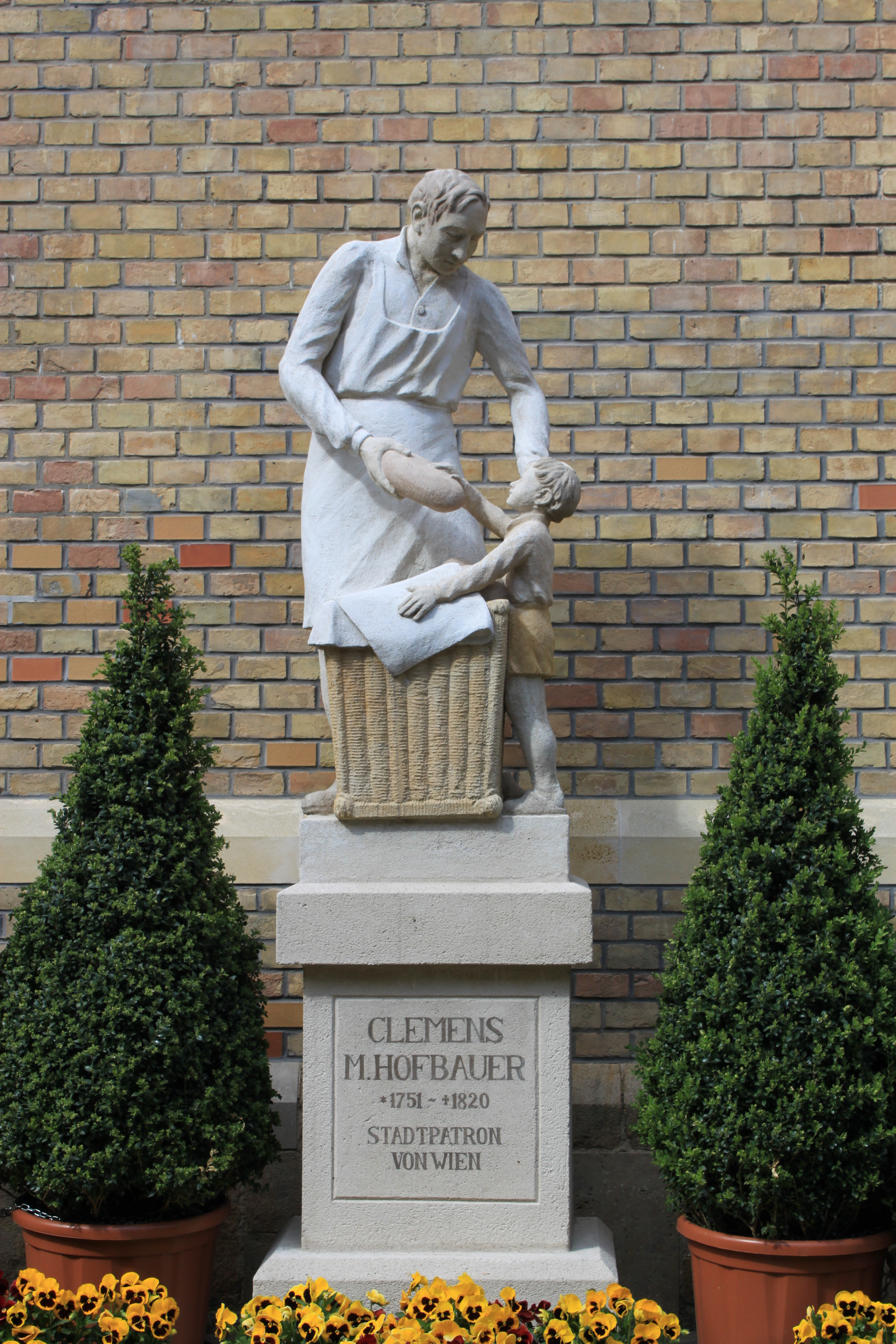
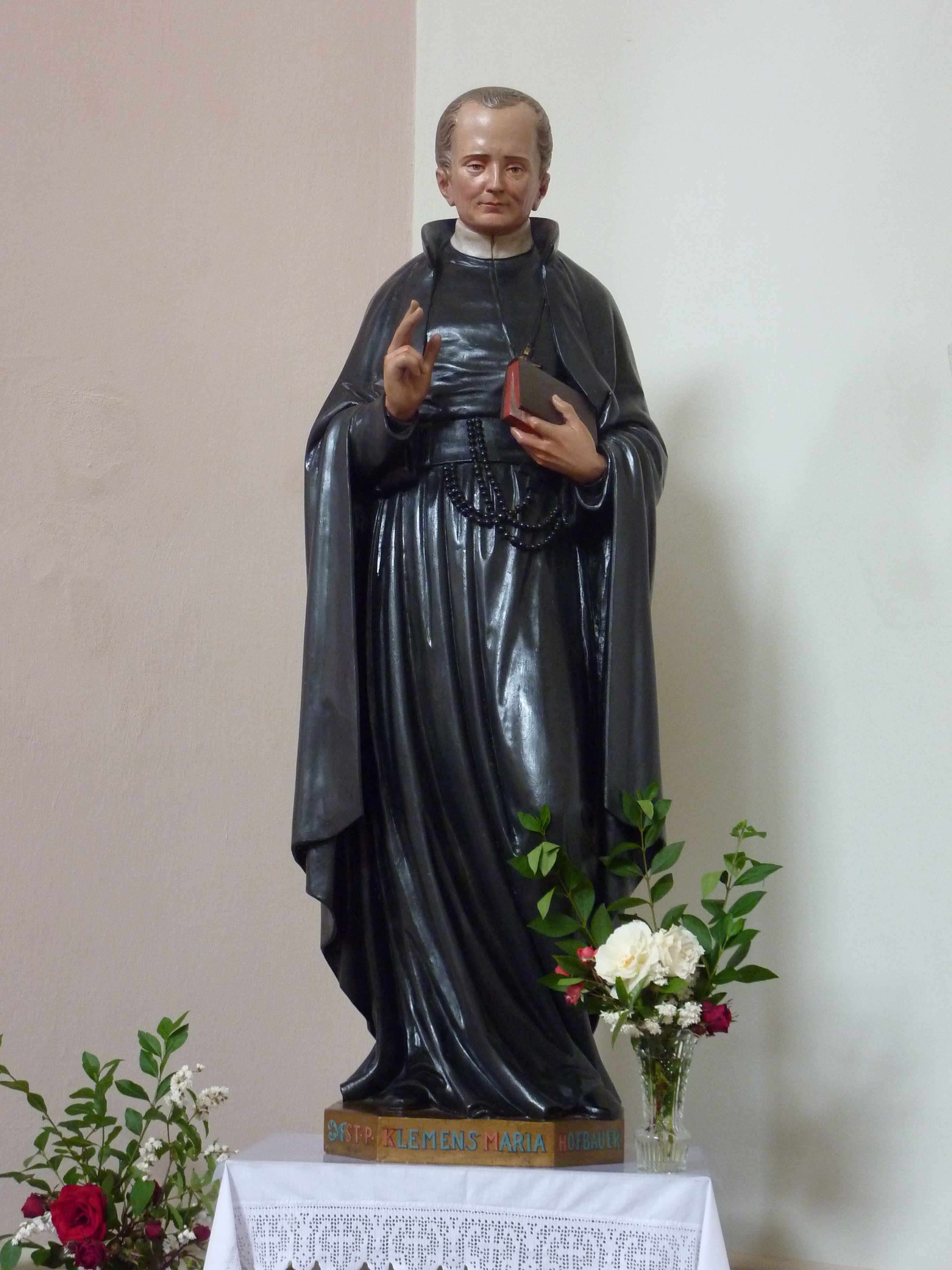
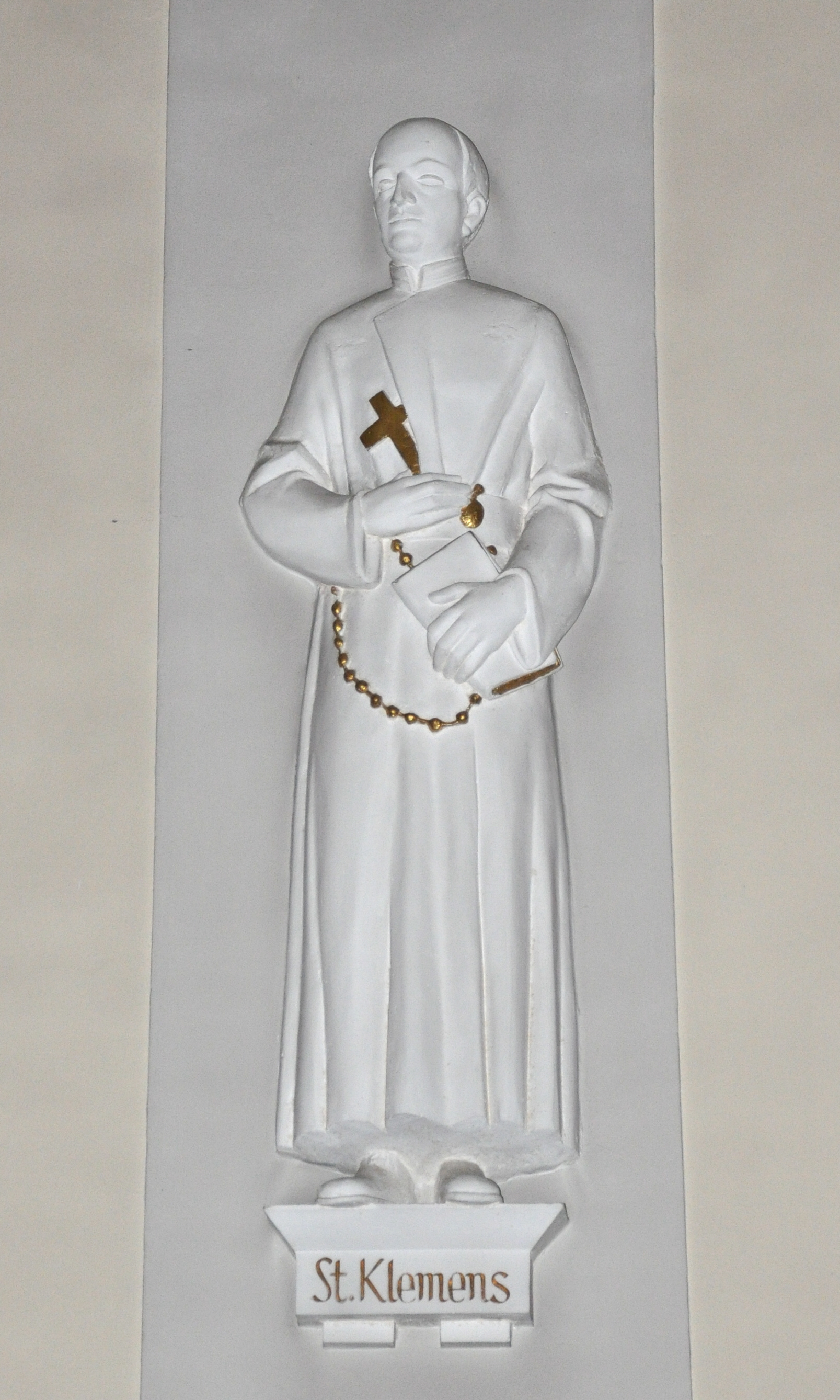
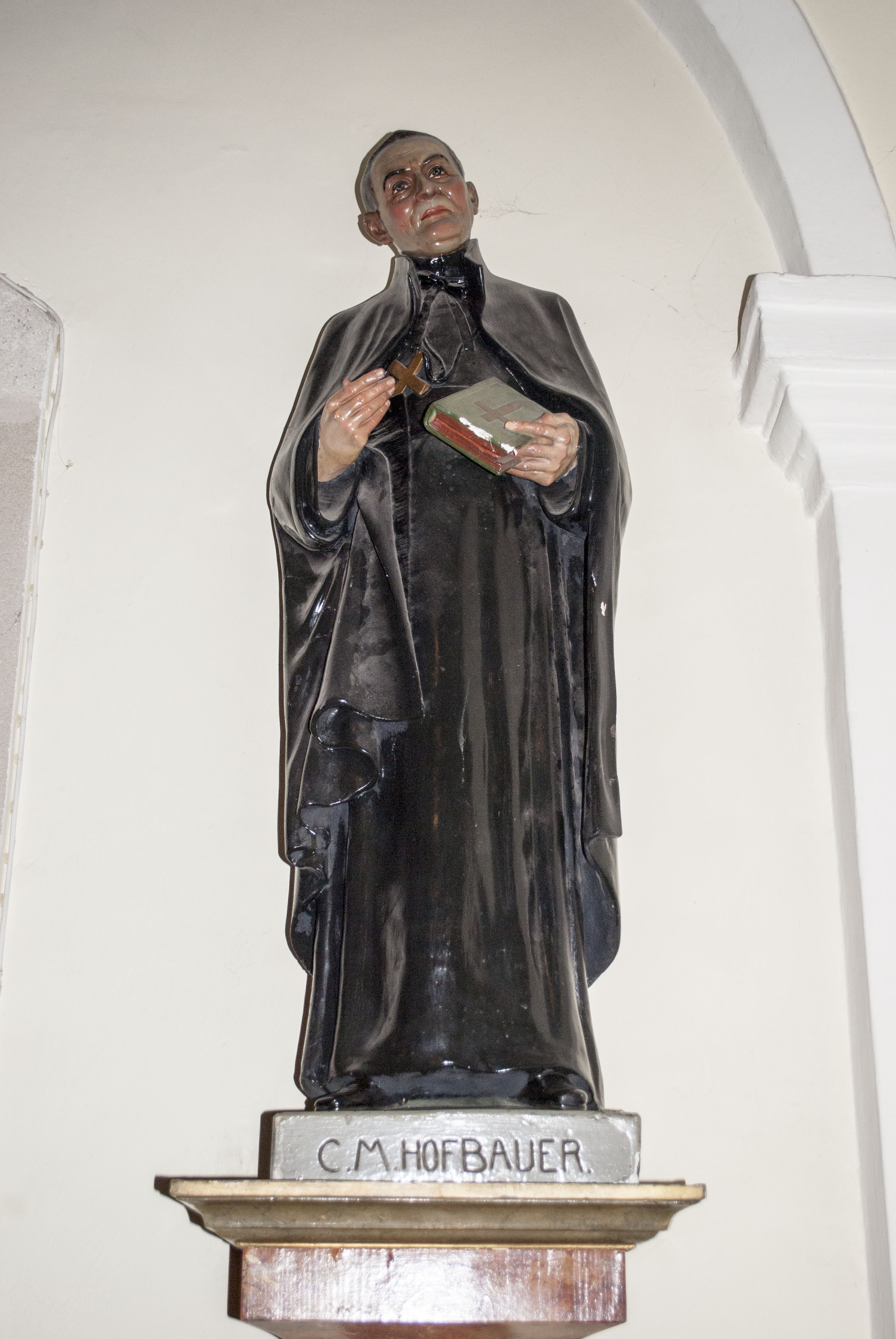
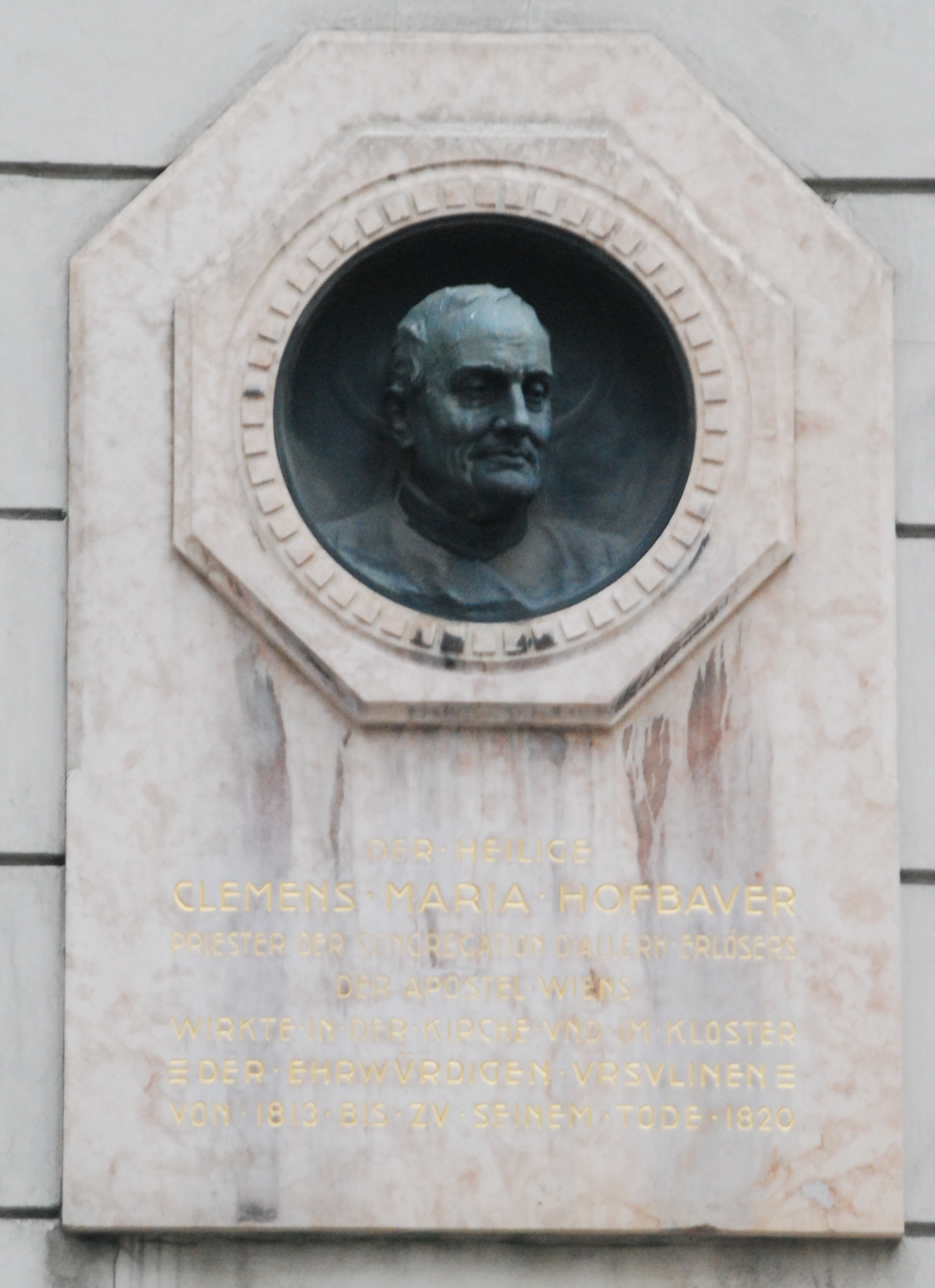
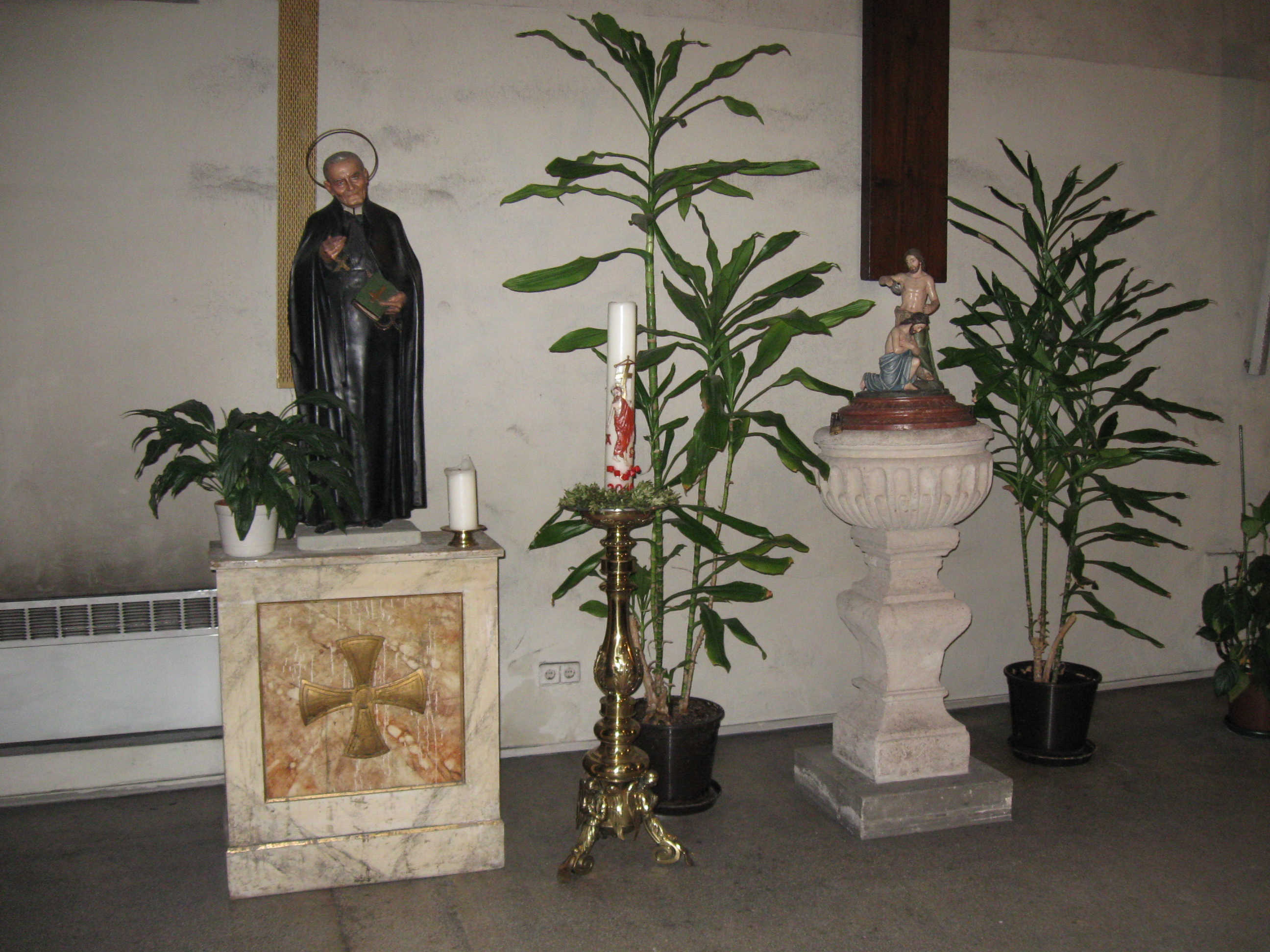
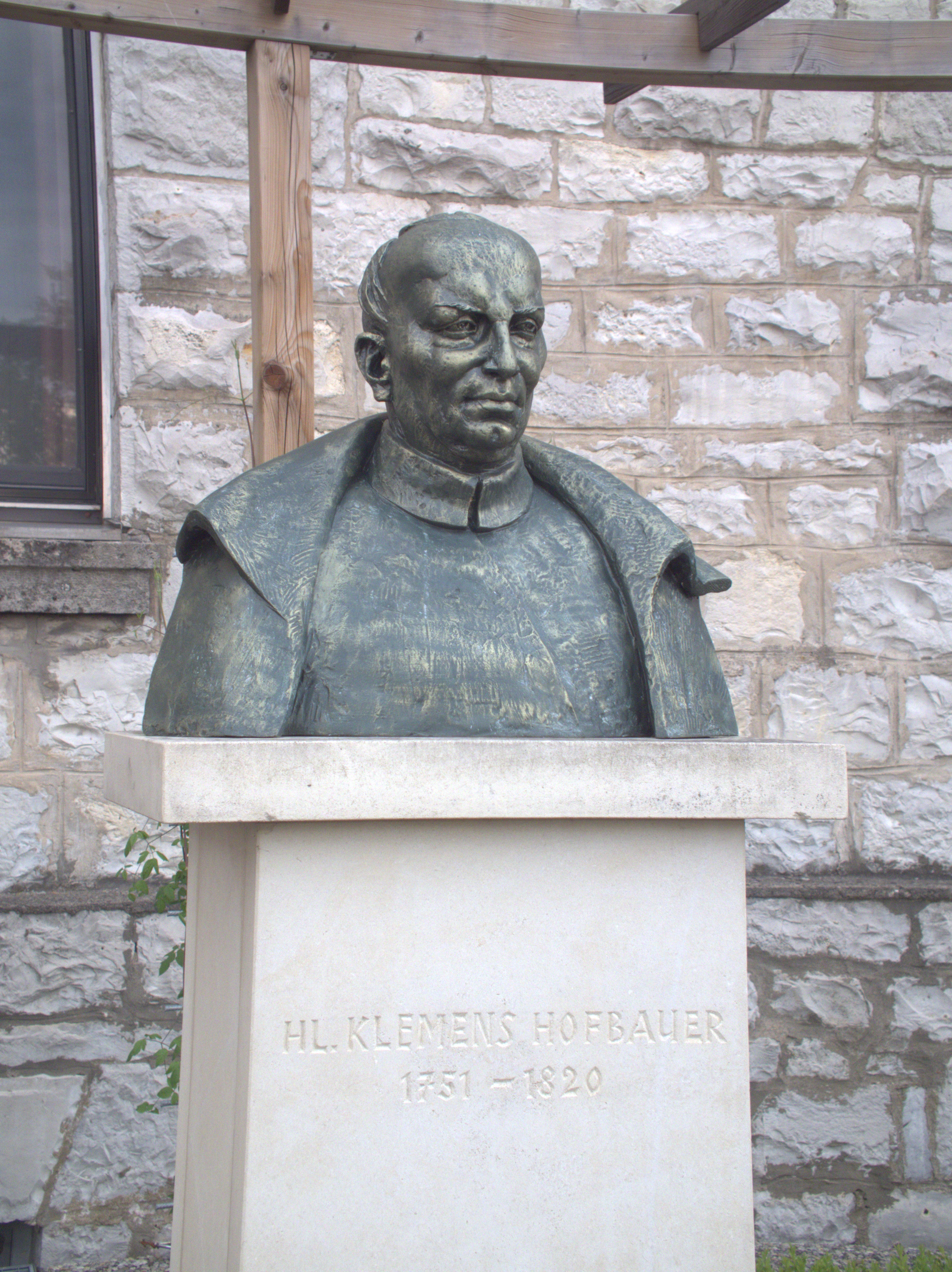
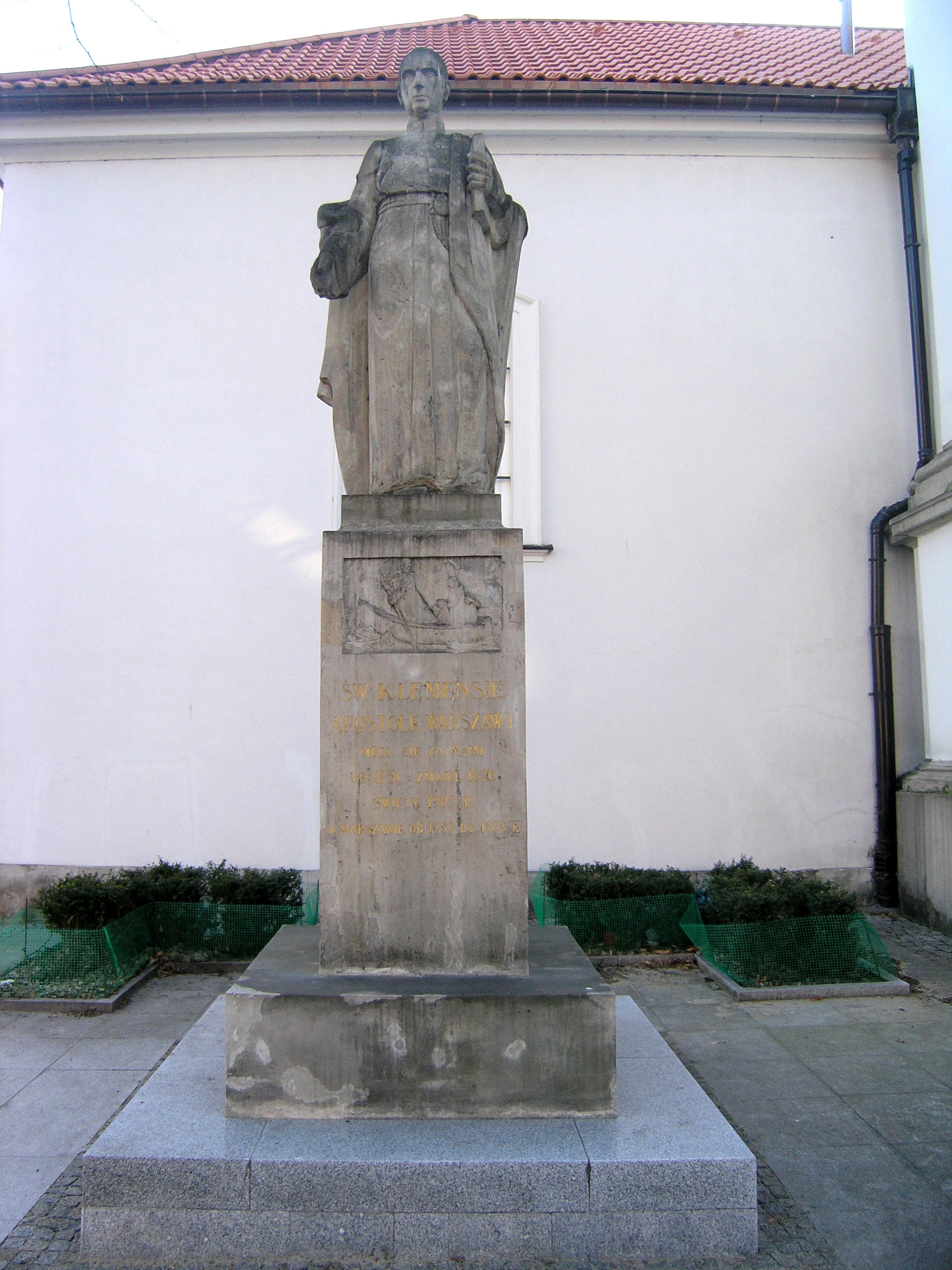

- Файл:2016-08-06 GuentherZ (55) Tasovice nad Dyjí-Taßwitz.JPG

#### Вітраж

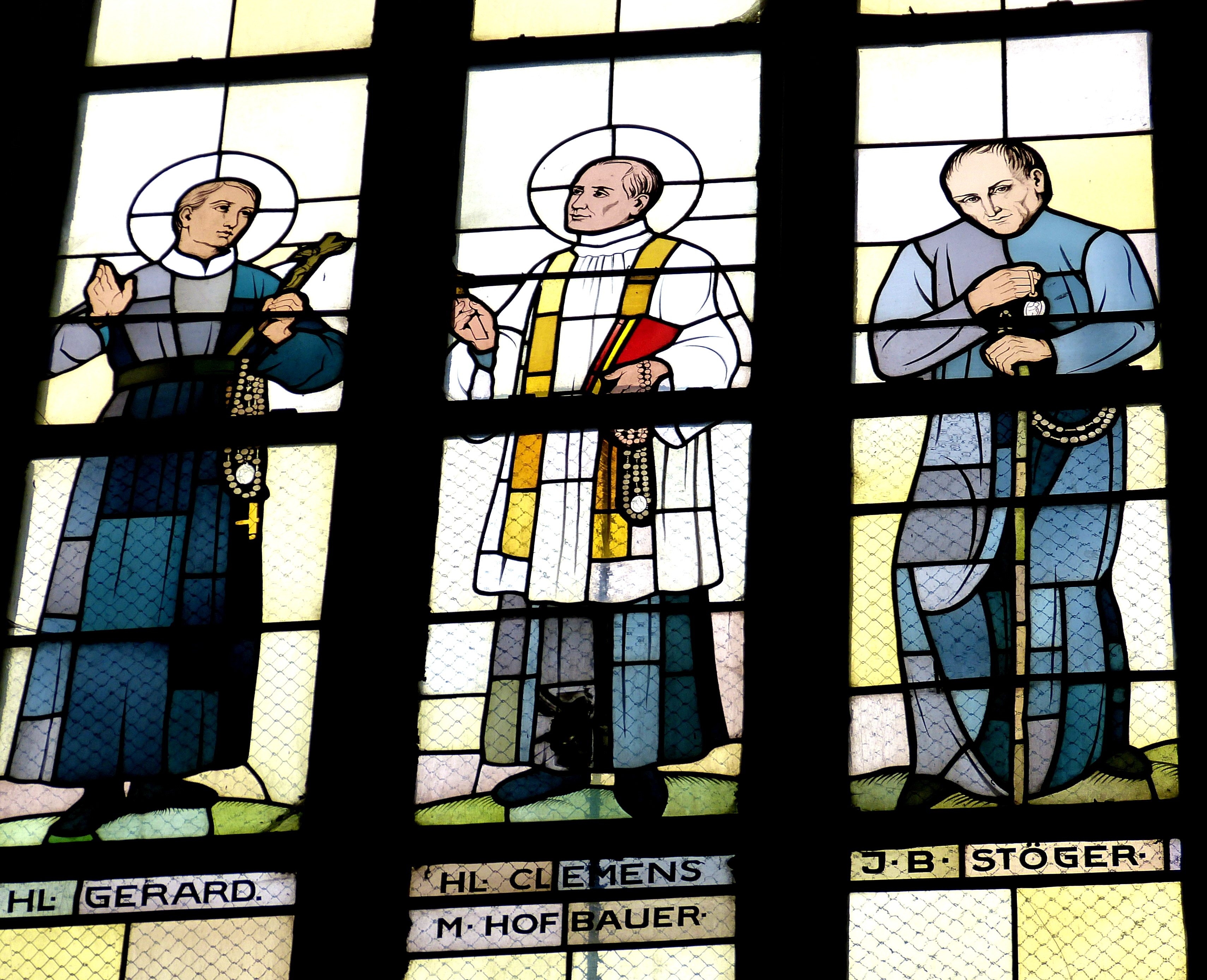
Еггенбург, Нижня Австрія (Eggenburg (Niederösterreich) (нім.)) Церква редемптористів. Вітраж: Святий Герард Маеля, Святий Климент Марія Гофбауер, Блаженний Йоханес Баптіста Стогер (seligem Johann Baptist Stöger (нім.))
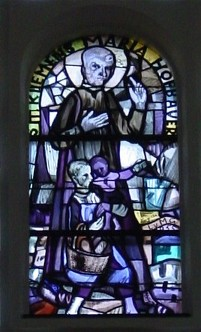
Вітраж в парафіяльній церкві Liesing von Martin Häusle
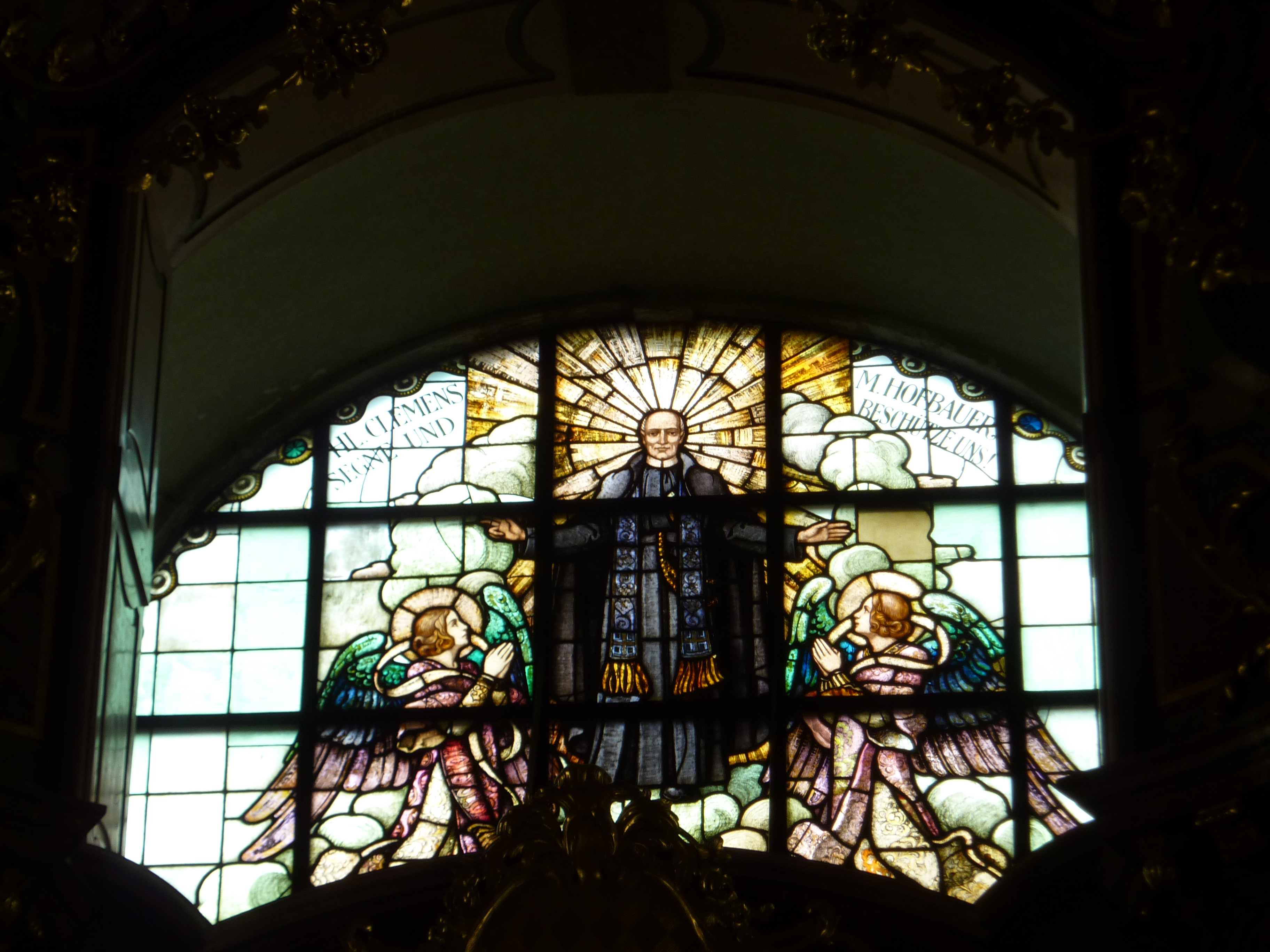
Базиліка Марії (Taferl (нім.)) в Нижній Австрії (Niederösterreich (нім.))

#### Живопис, рисунок

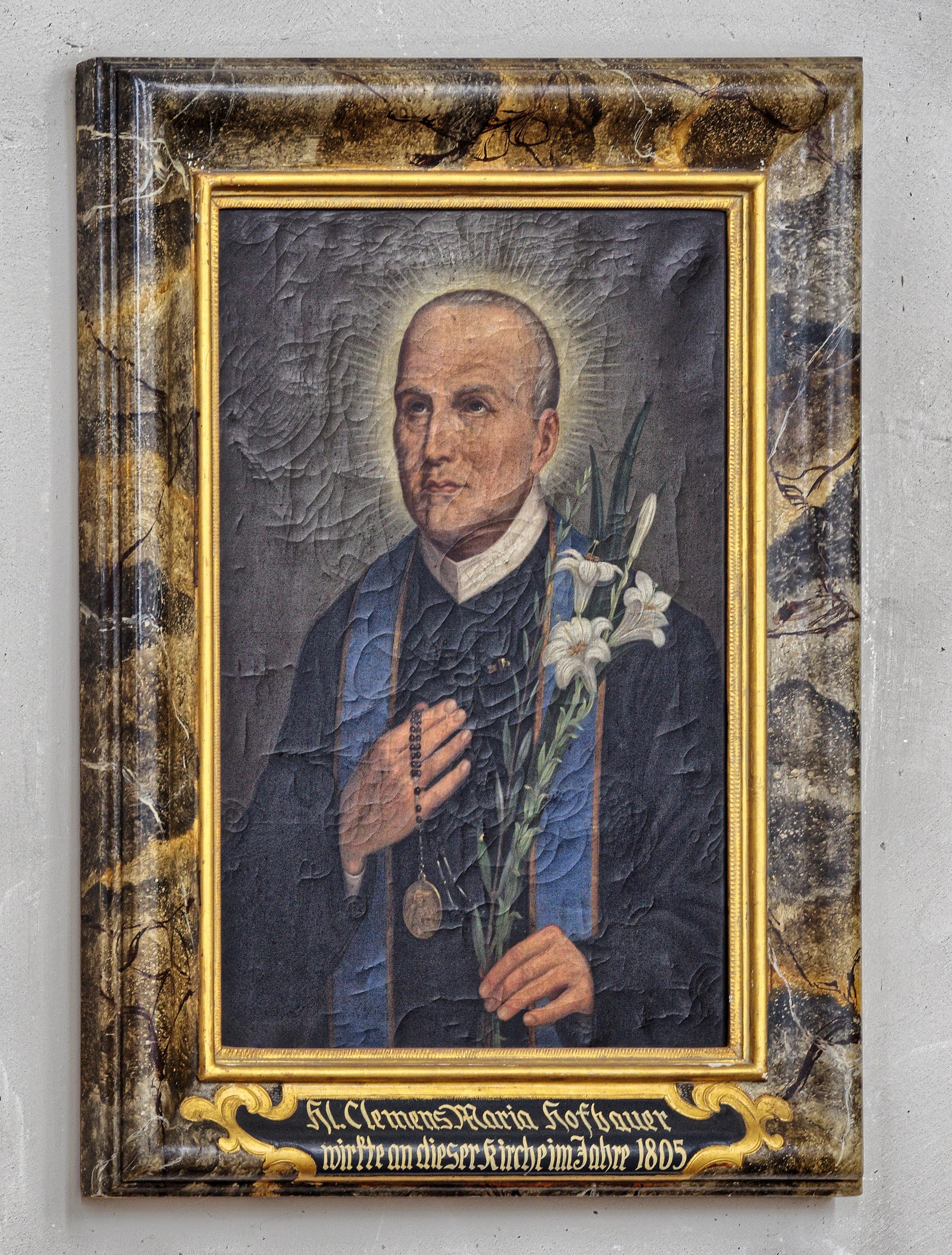
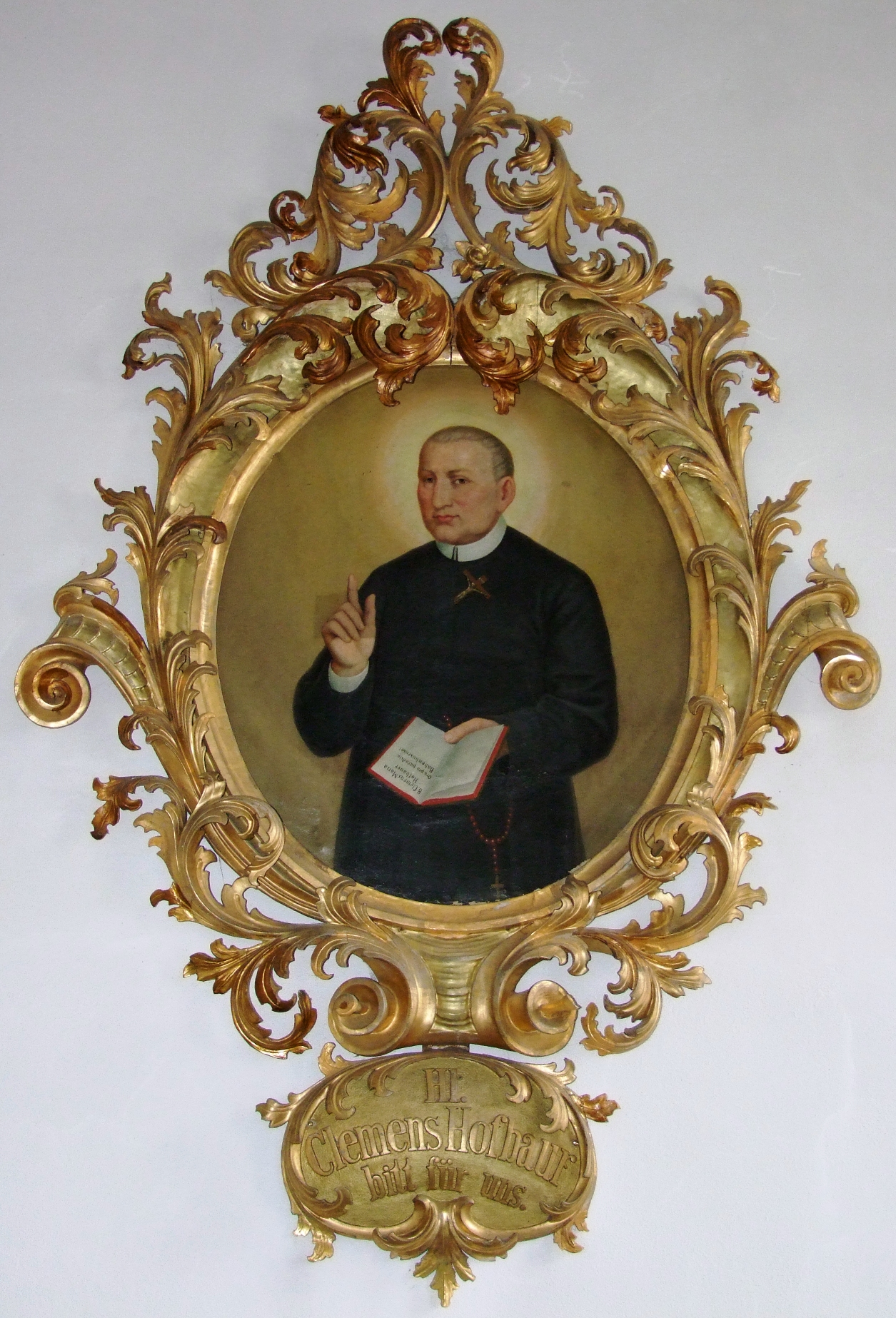
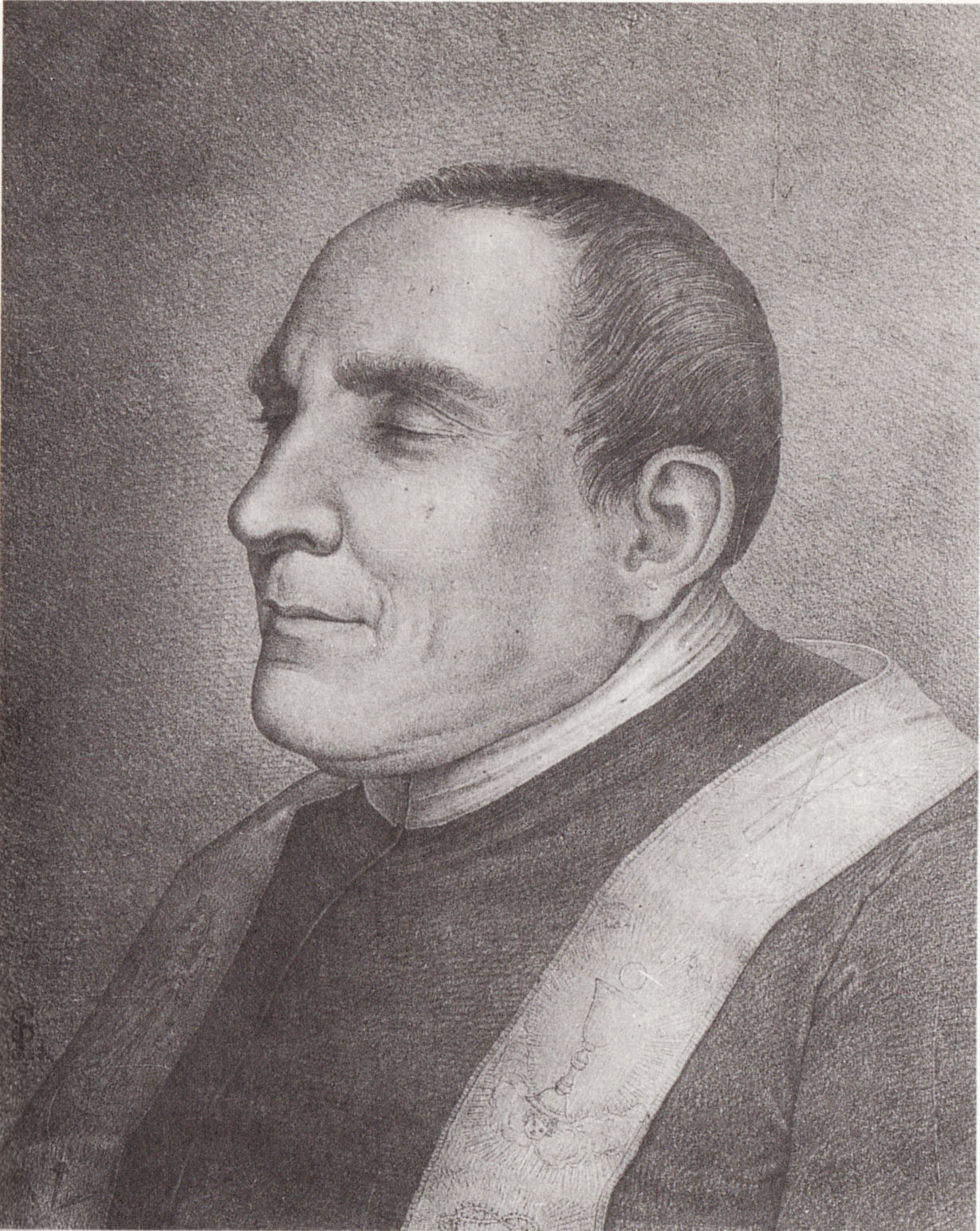
P. Rinn. Klemens Maria Hofbauer (нім.)
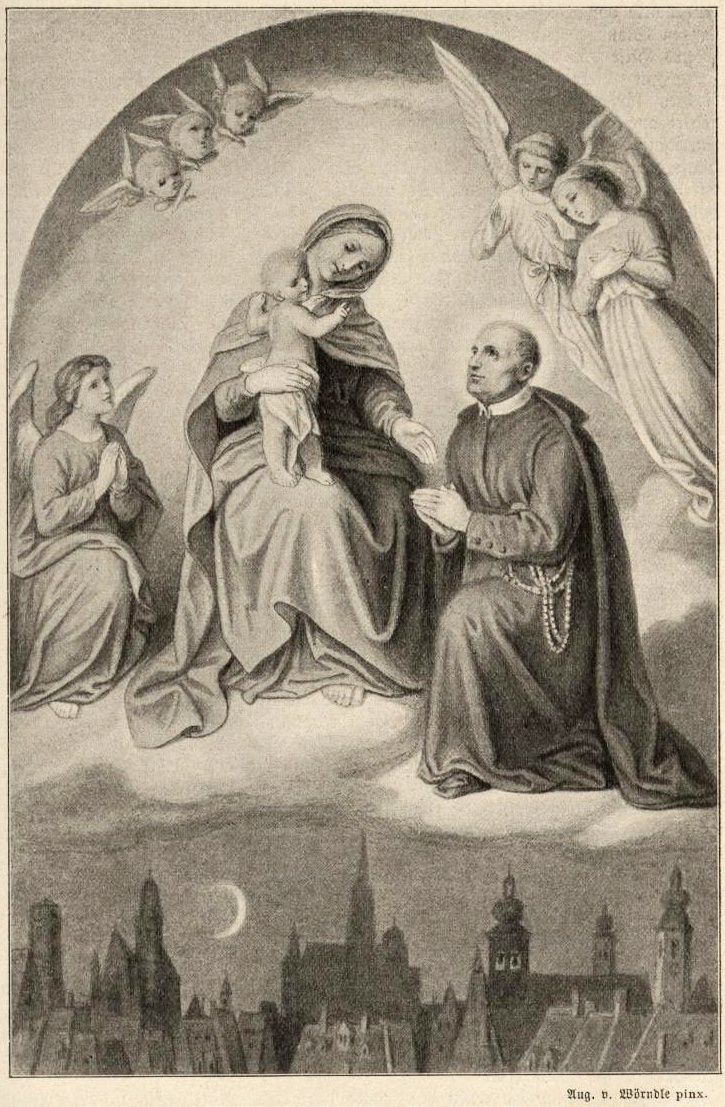